# Самјуел Ето
Самјуел Ето Фис (фр. Samuel Eto'o Fils; Дуала, 10. март 1981) камерунски је фудбалски радник и тренер, као и бивши фудбалер, који је играо на позицији нападача. Тренутно је предсједник Фудбалског савеза Камеруна, од децембра 2021. године. Описан је као један од најбољих нападача на свијету и као један од најбољих афричких фудбалера свих времена, освојивши награду за фудбалера године у Африци рекордна четири пута. Године 2021. проглашен је за најбољег Афричког фудбалера свих времена заједно са Џорџом Веом, а испред Рожеа Миле и Дидјеа Дрогбе по избору часописа Africa Top sports. Два пута је изабран у FIFPro идеални тим сезоне, шест пута у КАФ идеални тим афричких фудбалера, као и два пута у идеални тим Уефе. Био је номинован за награду ФИФА фудбалер године, гдје је 2005. завршио на трећем мјесту. Године 2015. добио је награду Златно стопало; 2021. године је уврштен у идеални тим афричких фудбалера свих времена од стране Међународне федерације фудбалске историје и статистике (IFFHS), а 2022. је уврштен у кућу славних Интера.
Као талентован играч, прешао је у академију Реал Мадрида са 16 година, дебитовао је за први тим, али је због велике конкуренције у нападу, ишао на позајмице у неколико клубова, након чега је 2000. године прешао у Мајорку, за коју је постигао 70 голова, поставши најбољи стријелац у историји клуба. Године 2004. прешао је у Барселону, за коју је током пет сезона постигао 130 голова, поставши афрички фудбалер са највише наступа и највише голова у Ла Лиги, као и афрички фудбалер са највише постигнутих голова у пет најјачих европских лига. Са Барселоном је освојио Ла Лигу три пута, а заједно са Роналдињом, био је један од најбољих играча у Лиги шампиона 2005/06. и дао је гол у финалу за титулу. Био је члан нападачког триа, заједно са Лионелом Месијем и Тијеријем Анријем, који је у сезони 2008/09. освојио троструку круну и постигао 100 голова, поставивши рекорд клуба. У финалу Лиге шампиона поново је дао гол, чиме је постао други играч који је дао гол у два финала Лиге шампиона.
Године 2009. прешао је у Интер, са којим је у првој сезони освојио Серију А, Куп Италије и Лигу шампиона, поставши први фудбалер који је у Европи освојио троструку круну са два клуба. Такође, постао је четврти играч који је освојио Лигу шампиона двије сезоне заредом, са два различита клуба. Године 2011. прешао је у Анжи, гдје је провео двије сезоне, након чега је прешао у Челси, гдје је провео једну сезону. Године 2014. прешао је у Евертон, али је послије пола сезоне прешао у Сампдорију. Године 2015. прешао је у Анталијаспор, гдје је у једном периоду у првој сезони обављао фунцију и тренера и играча; остао је три сезоне и постигао је 44 гола на 76 утакмица. Године 2018. прешао је у Конјаспор, гдје је провео пола сезоне, након чега је прешао у Катар СК, гдје је 2019. завршио каријеру.
За репрезентацију Камеруна дебитовао је 1997. године, након чега је био дио тима који је освојио златну медаљу на Олимпијским играма 2000. Са репрезентацијом је два пута освојио Афрички куп нација, гдје је са 18 голова најбољи стријелац у историји, а учествовао је на четири Свјетска првенства. Најбољи је стријелац у историји репрезентације са 56 голова и дијели друго мјесто по броју одиграних утакмица.
Године 2021. постао је предсједник Фудбалског савеза Камеруна, а током Свјетског првенства 2022. напао је алжирског јутјубера.

## Дјетињство и јуниорска каријера
Рођен је 10. марта 1981. у Нкону, предграђу главног града Јаундеа, гдје је са породицом живио у једном од најсиромашнијих дјелова града, у округу Мвог ада, као један од шесторо дјеце, поред два брата и три сестре. Породица се преселила у Дуалу, највећи град у Камеруну када је био мали, у потрази за бољим животом. Тамо је одрастао у неупадљивој кући у прашњавој улици сиромашне области Њу Бел. Његов отац Давид је био рачуновођа и фудбалски навијач, а након што је остао без посла, његова мајка Кристин је сваког јутра продавала рибу на пијаци. Као дијете волио је да игра фудбал; одмах после школе ишао је да игра и много времена је проводио у дворишту, због чега га је мајка често тукла. Изјавио је да га је да постане фудбалер инспирисала утакмица репрезентације Камеруна против Замбије, коју је гледао као мали. Задивила га је чињеница да је камерунски стадион на којем се играло био пун већ у 10.30 ујутру, док је утакмица почела тек у 15.30. Од дјетињства је маштао о томе да уђе у репрезентацију, а један од његових идола био је камерунски фудбалер Роже Мила.
Године 1993. придружио се школи фудбала у камерунској пиварској компанији Брасери, гдје је провео двије године, а истовремено је играо за аматерски клуб УЦБ Дуала.
Из Брасерија је са 14 година отишао у француски Авињон на турнир. Тамо је покушао да се наметне клубовима Авр и Кан, али су га оба одбила. Након тога је са сестром отишао у Париз, али пошто је имао само десетодневну визу, није могао да се настани у граду и није смио често да излази из стана, да не би ризиковао да буде прогнан. Упркос потешкоћама у иностранству и проблемима везаним за климу, у Паризу је остао неколико мјесеци. Желио је да се придружи тренинг центру Париз Сен Жермена, али пошто није имао папире клуб није хтио да га ангажује. Послије неуспјеха у Француској, вратио се у Камерун, гдје је почео да игра за спортску академију Каџи. Тамо је играо у категорији са одраслима, био је један од највећих талената и добио је надимак „мали Мила”, у част свог идола. Авр, који је сарађивао са академијом, позвао га је на пробу у Нормандији, гдје је остао око недељу дана, али није изабран. Пјер Фоисак, регрутер из Авра који га је гледао у Камеруну и позвао на пробу, касније је изјавио: „тренер који га је посматрао није га сматрао добрим... Било је пет играча те недеље. Задржали смо четири и пустили смо грумен да измакне.” Био је на проби и у Сент Етјен и Кан, али такође није изабран.
Након што је дебитовао за јуниорску репрезентацију и постигао два гола против Обале Слоноваче, запазио га је Пири, скаут Реал Мадрида, који му је понудио да дође на пробу, а десет дана касније, стигао је у Шпанију.

## Клупска каријера

### Реал Мадрид
Године 1997. придружио се академији Реал Мадрида, гдје је тренирао са другим тимом, јер је био још мали. Други тим, Реал Мадрид Кастиља, испао је у трећи степен такмичења, гдје није било дозвољено да играју играчи ван Европске уније, због чега је послат на позајмицу у Леганес, који је играо у Другој лиги Шпаније, за сезону 1997/98. Дебитовао је 30. августа 1997. године, а први гол постигао је 10. септембра против Ваљекаса у Купу краља. Био је у почетних 11 на утакмици против Ксереза 14. фебруара 1998. године, којом је отворен стадион Бутарк. Одиграо је 30 утакмица за клуб и постигао четири гола, након чега се вратио у Реал на крају сезоне 1998/99.
У Реалу је одиграо само једну утакмицу, против Еспањола, што му је била прва утакмица у Ла Лиги. Сматрали су да им је приоритет Перица Огњеновић, кога су гледали на Свјетском првенству 1998. због чега је у јануару отишао на позајмицу у Еспањол, гдје је такође одиграо само једну утакмицу, против Ваљадолида у Купу у фебруару.
На почетку сезоне 1999/2000. вратио се у Реал, за који су у нападу играли Раул, Фернандо Моријентес и Никола Анелка. На дан 21. септембра 1999. године, одиграо је своју прву утакмицу у Лиги шампиона, у побједи од 4 : 1 против Молдеа, када је ушао у игру у другом полувремену умјесто Савија. Играо је и на утакмици против Порта, у побједи од 3 : 1, када је ушао у финишу умјесто Савија, док је на утакмици против Молдеа у Норвешкој ушао у игру у 55. минуту умјесто Карлоса Аранде. На дан 12. Јануара 2000. године, играо је на Свјетском клупском првенству, гдје је наступио на утакмици за треће мјесто. Неколико дана касније, отишао је на позајмицу у Мајорку на шест мјесеци са опцијом откупа уговора.

### Мајорка

#### 2000—2001.
Почетком 2000. прешао је на позајмицу у Мајорку. За клуб је дебитовао 19. фебруара, у побједи од 1 : 0 против Селте Виго, када је ушао у игру у 65. минуту умјесто Хуана Хосеа Серизуеле. Први гол постигао је 1. априла, у поразу 3 : 1 од Еспањола, након чега је постигао два гола у побједи од 3 : 0 на гостовању против Барселоне. Крајем априла, постигао је два гола у побједи од 4 : 0 против Бетиса, док је у последњем колу постигао гол у поразу 2 : 1 од Атлетико Мадрида кући. Одиграо је укупно 13 утакмица и постигао је шест голова. На крају сезоне, Мајорка је откупила 50% права на њега за 7,2 милиона евра, што је био рекорд за клуб. Реал је задржао другу половину права како би га откупили у пола цијене или повратили велики дио новца од могућег трансфера у други клуб. Предсједник клуба — Матео Алемани, изјавио је: „сумњам да постоји још неки играч на свијету који би у овом тренутку више задовољио навијаче.“
На почетку сезоне 2000/01. пропустио је неколико утакмица, а први гол је постигао у побједи од 2 : 0 против Барселоне у седмом колу. На дан 19. децембра, постигао је гол у 83. минуту за побједу од 3 : 2 против Еспањола, након чега је постигао гол за реми 2 : 2 на гостовању против Рајо Ваљекана. На дан 21. јануара, постигао је гол у ремију 1 : 1 против Реал Овиједа, након чега је у фебруару постигао водећи гол у ремију 2 : 2 против Валенсије, а након што је пропустио четири утакмице, постигао је гол у побједи од 2  : 1 против Депортиво ла Коруње; други гол дао је Аријел Ибагаза, док је Рој Макај дао гол за Депортиво. На дан 26. маја, постигао је два гола у побједи од 4 : 0 против Рајо Ваљекана, након чега је 9. јуна постигао гол у побједи од 4 : 2 на гостовању против Алавеса, док је недељу дана касније постигао гол у побједи од 4 : 2 против Реал Овиједа у последњем колу. Сезону је завршио са 11 постигнутих голова и био је најбољи стријелац тима, док је Мајорка завршила на трећем мјесту, иза Реал Мадрида и Депортива и пласирала се у квалификације за Лигу шампиона.

#### 2002—2004: Пласман у Лигу шампиона
У квалификацијама за Лигу шампиона 2001/02. постигао је први гол у такмичењу, за побједу од 2 : 0 на продужетке против Хајдука из Сплита у реванш утакмици и пласман у групну фазу. Први гол у Ла Лиги постигао је 8. септембра, за побједу од 1 : 0 на гостовању против Атлетик Билбаа у другом колу. На дан 26. септембра, постигао је гол за побједу од 1 : 0 на гостовању против Шалкеа 04 у трећем колу групне фазе Лиге шампиона, док је у реваншу добио црвени картон у 26. минуту и Шалке је побиједио 4 : 0. На дан 4. новембра, постигао је гол у побједи од 2 : 0 против Тенерифа, што му је био други гол у првенству. У Лиги шампиона, Мајорка је завршила на трећем мјесту у групи, са истом бројем бодова као Арсенал, али са лошијом гол разликом и такмичење је наставила у Купу УЕФА. На дан 6. децембра, постигао је гол у поразу 2 : 1 од Слован Либереца у реванш утакмици трећег кола Купа УЕФА, а Мајорка је испала јер је Либерец побиједио и у првој утакмици. На дан 3. марта 2002. постигао је водећи гол у побједи од 2 : 0 на гостовању против Рајо Ваљекана, док је други гол дао Вељко Пауновић. Шест дана касније, постигао је два гола у побједи од 4 : 2 против Осасуне, након чега је постигао гол у побједи од 2 : 1 против Еспањола крајем марта. Сезону је завршио са шест постигнутих голова, док је Мајорка завршила на 16. мјесту, три бода изнад зоне испадања.
На почетку сезоне 2002/03. пропустио је неколико утакмица, а први гол постигао је 6. октобра, у побједи од 2 : 0 против Еспањола у петом колу, након чега је постигао гол у побједи од 2 : 0 против Осасуне. На дан 1. децембра, постигао је гол у ремију 2 : 2 против Депортиво ла Коруње, док је недељу дана касније постигао једини гол у поразу 5 : 1 кући од Реал Мадрида, за који су Роналдо и Раул постигли по два гола и Гути један. На дан 15. децембра, постигао је једини гол у поразу 2 : 1 од Реал Сосиједада, након чега је у јануару постигао два гола у побједи од 4 : 0 против Реал Мадрида у четвртфиналу Купа краља, чиме се Мајорка пласирала у полуфинале. У првој утакмици полуфинала, постигао је гол у побједи од 3 : 2 на гостовању против Депортиво ла Коруње, а након што је реванш утакмица завршена 1 : 1, Мајорка се пласирала у финале. На дан 13. априла, постигао је два гола у ремију 3 : 3 против Расинг Сантандера, након што је Расинг водио 3 : 1. Шест дана касније постигао је гол за реми 1 : 1 против Виљареала, док је крајем априла постигао два гола у побједи од 3 : 0 против Депортиво ла Коруње. На дан 3. маја, постигао је гол у побједи од 5 : 1 на гостовању против Реал Мадрида, што је био први пораз Реала кући у сезони. Недељу дана касније постигао је гол у поразу 3 : 1 кући од Реал Сосиједада, након чега је крајем маја постигао гол у поразу од Севиље 3 : 1. На дан 15. јуна, постигао је гол у ремију 1 : 1 против Рекреативо Уелве у 37. колу, након чега је отишао на Куп конфедерација са репрезентацијом пропустивши последње коло. Добио је дозволу да се врати у клуб за финале Купа краља 28. јуна, упркос томе што је Камерун играо финале Купа конфедерација дан касније. У финалу, постигао је два гола у побједи од 3 : 0 против Рекреативо Уелве, чиме је Мајорка освојила Куп први пут у историји. Донирао је 30.000 евра у оброцима навијачима који су допутовали у Елче да гледају финале. Сезону је завршио са 14 постигнутих голова у Ла Лиги, гдје је био на деветом мјесту листе стријелаца, док је најбољи стријелац био Рој Макај са 29 голова. У Купу је постигао пет голова и био је трећи стријелац, иза Хавијера Портиља из Реал Мадрида са осам и Дијега Тристана из Депортиво ла Коруње са шест.
На почетку сезоне 2003/04. постигао је гол у побједи од 2 : 1 против Реал Мадрида у првој утакмици Суперкупа Шпаније. У реваншу, Реал је побиједио 3 : 0 головима Раула, Роналда и Дејвида Бекама и освојио је Суперкуп. У првом колу Ла Лиге постигао је гол у поразу 2 : 1 од Расинг Сантандера, након чега је постигао гол у побједи од 2 : 0 против Реал Сарагосе у другом колу. На дан 15. октобра, постигао је хет-трик у побједи од 4 : 2 против Апоела у реванш утакмици првог кола Купа УЕФА 2003/04, чиме се Мајорка пласирала у друго коло послије побједе од 2 : 1 у првој утакмици у Никозији. Четири дана касније, постигао је гол у поразу 2 : 1 од Атлетико Мадрида, након чега је постигао гол у побједи од 2 : 0 на гостовању против Депортиво ла Коруње. На дан 9. новембра, постигао је гол у побједи од 4 : 1 против Реал Мурсије, након чега је постигао гол за побједу од 1 : 0 на гостовању против Реал Сосиједада. На дан 26. фебруара 2004. године, постигао је гол у побједи од 3 : 0 на гостовању против Спартак Москве у трећем колу Купа УЕФА, али је Мајорка испала у осмини финала од Њукасл јунајтеда, изгубивши обје утакмице са три гола разлике. На дан 7. марта, постигао је гол у 89. минуту у поразу 3 : 2 од Барселоне на стадиону Камп ноу, док је други гол дао Андрија Делибашић у 90. минуту. Недељу дана касније постигао је гол у побједи од 4 : 2 против Депортиво ла Коруње, након чега је постигао гол у поразу 5 : 1 на гостовању против Валенсије. На дан 2. маја, постигао је оба гола у побједи од 2 : 1 против Малаге у 35. колу, након чега је постигао два гола у побједи од 3 : 2 на гостовању против Реал Мадрида, чиме је Реал испао из борбе за титулу. Први гол је постигао тако што је узео лопту на 40 метара удаљености, претрчао до гола Реала и лобовао Икера Касиљаса; изједначио је Франсиско Павон, након чега се Ето са неколико дриблинга ослободио чувара и постигао гол за ново вођство. Алехандро Кампано је дао гол за 3 : 1, док је Луис Фиго дао гол из пенала за 3 : 2. Сезону је завршио са 17 постигнутих голова у Ла Лиги, гдје је био на седмом мјесту листе стријелаца са истим бројем голова као и Давид Виља, док је најбољи стријелац био Роналдо са 24.
На љето 2004. послије четири године напустио је Мајорку, за коју је постигао укупно 70 голова у свим такмичењима и постао је најбољи стријелац клуба у историји. Такође, са 54 гола у Ла Лиги постао је најбољи стријелац клуба у такмичењу, као и најбољи стријелац у Лиги шампиона са два гола.

### Барселона

#### 2004/2005.
На љето 2004. године, вођени су дуги преговори између Мајорке, Реал Мадрида и Барселоне. Предсједник Реала — Флорентино Перез, хтио је да га откупи потпуно и прода по већој цијени у неки други клуб, истичући да се нијесу договорили са Барселоном. Послије бројних саопштења, уз могућност да случај заврши на суду, прешао је у Барселону за 24 милиона евра. У исто вријеме у клуб је дошао и шведски нападач Хенрик Ларсон, док је отишао Патрик Клајверт, а Хавијер Савиола је отишао на позајмицу у Монако.  У тиму је већ био испуњен коефицијент од три играча ван Европске уније, због чега нијесу могли сви да буду регистровани.
Дебитовао је 29. августа и постигао је гол на дебију, у побједи од 2 : 0 на гостовању против Расинг Сантандера у првом колу, гдје је играо у нападу са Ларсоном и Лудовиком Жилијем. Заједно са Роналдињом, мијењали су се у тиму, а након што се Ларсон повриједио и морао је да паузира шест мјесеци, постао је стандардан у нападу заједно са Роналдињом и Жилијем. На дан 23. септембра, постигао је два гола у побједи од 4 : 1 против Реал Сарагосе, док су преостала два гола постигли Чави и Ђовани ван Бронкхорст. Три дана касније, постигао је два гола у побједи од 3 : 1 на гостовању против Мајорке, док је 29. септембра постигао гол на асистенцију Андреса Инијесте у побједи од 3 : 0 против Шахтјора у другом колу групне фазе Лиге шампиона. На дан 26. октобра, постигао је два гола у побједи од 3 : 0 против Осасуне, док је шест дана касније постигао гол у ремију 1 : 1 против Атлетик Билбаоа. На дан 2. новембра, постигао је гол и асистирао је Роналдињу у побједи од 2 : 1 против Милана у Лиги шампиона, након што је Милан повео голом Андрија Шевченка. Четири дана касније, постигао је гол у побједи од 2 : 1 против Депортиво ла Коруње након преокрета.
На дан 20. новембра, постигао је гол у побједи од 3 : 0 против Реал Мадрида, што му је био први гол у Ел класику и осми против Реала у каријери. Четири дана касније, постигао је гол на асистенцију Дека у ремију 1 : 1 против Селтика у Лиги шампиона, док је почетком децембра постигао два гола у побједи од 4 : 0 против Малаге, први и последњи на утакмици. На дан 21. децембра, постигао је гол у 87. минуту, за побједу од 2 : 1 против Левантеа, а Барселона је на зимску паузу отишла са првог мјеста, десет бодова испред Валенсије. На дан 16. јануара, постигао је гол за побједу од 1 : 0 против Реал Сосиједада, док је недељу дана касније постигао водећи гол у побједи од 3 : 0 против Расинг Сантандера, а затим и у побједи од 4 : 0 на гостовању против Севиље. Крајем јануара, други пут заредом је добио награду за Афричког фудбалера године, испред Дидјеа Дрогбе и Маруана Шамака. На дан 12. фебруара постигао је гол у побједи од 4 : 1 на гостовању против Реал Сарагосе, док је десет дана касније асистирао Максију Лопезу за изједначење, а затим постигао гол за побједу од 2 : 1 против Челсија у првој утакмици осмине финала Лиге шампиона, али је Челси у реваншу побиједио 4 : 2 и прошао даље.
На дан 3. априла, постигао је два гола у ремију 3 : 3 против Бетиса, након што је Бетис водио 3 : 1 са два гола Хоакина и једним Рикарда Оливеире; Ван Бронкхорст је дао гол за изједначење у надокнади времена. Недељу дана касније, постигао је гол у поразу 4 : 2 на гостовању од Реал Мадрида, што му је био девети гол против Реала. На дан 1. маја, постигао је водећи гол у побједи од 2 : 0 против Албасетеа, а затим је у 88. минуту умјесто њега ушао Лионел Меси, који је у надокнади времена постигао свој први гол у дресу Барселоне, поставши најмлађи стријелац у историји клуба. На дан 8. маја, постигао је гол у побједи од 2 : 0 на гостовању против Валенсије, док је недељу дана касније постигао гол за реми 1 : 1 на гостовању против Левантеа, чиме је Барселона освојила титулу првака Шпаније први пут послије пет година.
Сезону је завршио са 24 гола у Ла Лиги, гдје је био на другом мјесту листе стријелаца, са голом мање од Дијега Форлана, који је добио награду „Пичичи“ за најбољег стријелца лиге. Часопис Marca, који додјељује награду, објавио је да је Ето постигао 24 гола и уручили су награду само Форлану, док су Фудбалски савез Шпаније и Национална професионална фудбалска лига (LFP), која организује Ла Лигу, објавили да је постигао 25 голова и да је заједно са Форланом најбољи стријелац првенства. Забуна је настала током 24. кола, када је Барселона 19. фебруара побиједила Мајорку 2 : 0. Приликом првог гола, Деко је шутирао у 16. минуту, лопта је погодила Етоа и скренула у гол, због чега је LFP њему приписао гол, док га је Marca приписала Деку. На крају су Форлан и Тијери Анри добили Златну копачку за најбоље стријелце Европе са по 25 голова, док Етоу није рачунат гол јер су се гледали званични подаци часописа који додјељује награду у Шпанији, о чему су медији објавили да му је направљена велика неправда. Током прославе титуле на стадиону Камп ноу, пред око 100.000 навијача, узео је микрофон и неколико пута рекао: „Мадриде, копиле, поздрави шампиона!“, све док му саиграч Жерард Лопез није узео микрофон. Шпански медији су критиковали његово понашање, а Фудбалски савез Шпаније казнио га је са 12.000 евра. Он се касније извинио и затражио опроштај од Реал Мадрида, о чему је предсједник федерације клубова навијача Реала изјавио: „овај лик је фантастичан играч, али треба много да се пожели као особа.“

#### 2005/06.
У јуну 2005. потписао је нови уговор са Барселоном, након чега је изјавио: „клуб је уложио заједнички напор да ме задржи овдје и желио бих да се захвалим тренеру Френку Рајкарду и спортском директору Чикију Бегиристејну. Имам срећу да играм уз неке од највећих играча у једном од најбољих клубова на свијету, али без саиграча не бих био нико.“ Сезону 2005/06. почео је у Суперкупу Шпаније, гдје је постигао гол у побједи од 3 : 0 на гостовању против Бетиса у првој утакмици, након чега је постигао гол у поразу 2 : 1 у реванш утакмици и Барселона је освојила Суперкуп први пут послије девет година.
У другом колу Ла Лиге, постигао је два гола за четири минута у побједи од 2 : 0 против Мајорке, након чега је постигао гол у поразу 2 : 1 од Атлетико Мадрида, за који су Фернандо Торес и Матеја Кежман дали голове. На дан 24. септембра, постигао је два гола у побједи од 4 : 1 на гостовању против Бетиса, након чега је постигао гол за реми 2 : 2 против Сарагосе у 85. минуту, која је водила 2 : 0 головима Габријела Милита и Дијега Милита, док је Роналдињо дао први гол за Барселону. На дан 15. октобра, постигао је гол у ремију 3 : 3 против Депортиво ла Коруње, док је недељу дана касније постигао два гола у побједи од 3 : 0 против Осасуне. На дан 2. новембра, постигао је хет-трик у побједи од 5 : 0 против Панатинаикоса у четвртом колу групне фазе Лиге шампиона. а четири дана касније постигао је водећи гол у побједи од 3 : 1 на гостовању против Хетафеа.
На дан 19. новембра, постигао је водећи гол у побједи од 3 : 0 на гостовању против Реал Мадрида, што му је био десети гол против Реала. У 13. колу, постигао је водећи гол у побједи од 4 : 1 против Расинг Сантандера, након чега је постигао изједначујући гол у побједи од 2 : 1 против Севиље, која је повела голом Фредерика Канутеа, а Роналдињо је дао гол за побједу Барселоне. На дан 17. децембра, постигао је два гола у побједи од 3 : 1 на гостовању против Кадиза, док је три дана касније постигао оба гола у побједи од 2 : 0 против Селте Виго. Крајем године, завршио је на десетом мјесту у избору за Златну лопту, коју је добио Роналдињо испред Френка Лампарда и Стивена Џерарда. Неколико дана касније, изјавио је: „нисам међу прва три, али имам исто толико заслуга или више од неких. Откад сам у Барси, ко је прошао боље од мене? Оно што Французи не толеришу је да Африканац тријумфује а да није прошао кроз њихову земљу. Ако нису срећни, нека оду да виде мајку. Они који нису вјеровали у мене данас ми лижу дупе за интервју.“ Из часописа France Football, који додјељује награду, одговорили су: „не разумијемо зашто нас напада. Међу нама нема историје. То је једноставно био добар рекламни трик. Оно што је урадио није добро за његовог партнера из ФК Барселоне. Ето не би постојао прошле сезоне без Роналдиња поред њега, док би Роналдињо био исти без Етоа. Он је сјајан играч, али је упао у параноју, што значи да ако не кажемо да је највећи нападач којег је Африка имала, то неће проћи.“ У избору за ФИФА фудбалера године завршио је на трећем мјесту, иза Роналдиња и Лампарда, поставши први афрички фудбалер који је изабран у најбоља три након Џорџа Вее.
На дан 7. јануара 2006. године, постигао је други гол у побједи од 2 : 1 на гостовању против Еспањола, гдје је Деко дао водећи гол, а Раул Тамудо је дао гол за Еспањол. У фебруару, добио је награду за Афричког фудбалера године трећи пут заредом, испред Дрогбе и Микаела Есјена, чиме је постао први играч који је добио награду три пута заредом. На церемонији додјеле, изјавио је: „прије свега, посвјећујем ово свој дјеци из Африке.“ На дан 22. фебруара, постигао је гол на асистенцију Рафаела Маркеза за побједу од 2 : 1 на гостовању против Челсија у првој утакмици осмине финала Лиге шампиона, након што су претходно Тијаго Мота и Џон Тери дали аутоголове. Три дана касније, на гостовању против Реал Сарагосе, када је у 76. минуту кренуо да узме лопту која је изашла ван терена, навијачи су бацили неколико боца пут њега и испуштали су мајмунске крике. Са сузама је отишао одатле, дошао до Алвара, играча Сарагосе који је био тамнопут, чију руку је ставио поред своје и показао публици да су им исте. Због свега је кренуо да напусти терен; смиривали су га саиграчи, играчи Сарагосе и судија, а затим га је тренер Рајкард убиједио да настави да игра. Неколико минута касније, уписао је асистенцију Ларсону за други гол, у побједи од 2 : 0. На дан 4. марта, постигао је гол за побједу од 3 : 2 против Депортиво ла Коруње, након што је Депортиво водио 2 : 1,  а Ларсон је изједначио. На дан 18. марта, постигао је гол у побједи од 2 : 0 на гостовању против Реал Сосиједада, док је три дана касније постигао два гола у побједи од 3 : 1 против Хетафеа.
На дан 5. априла, постигао је гол и уписао асистенцију Роналдињу за побједу од 2 : 0 против Бенфике у реванш утакмици четвртфинала Лиге шампиона, чиме се Барселона пласирала у полуфинале. Четири дана касније, постигао је гол за реми 2 : 2 на гостовању против Расинг Сантандера у 32. колу, након чега је постигао гол за побједу од 1 : 0 против Виљареала у 33. колу. На дан 3. маја, постигао је гол за побједу од 1 : 0 на гостовању против Селте Виго, док је три дана касније постигао водећи гол у побједи од 2 : 0 против Еспањола. На дан 17. маја, у финалу Лиге шампиона 2006. голман Арсенала — Јенс Леман, добио је црвени картон у 17. минуту због прекршаја над Етоом, након чега је Сол Кембел дао гол за вођство Арсенала у 37. минуту. У 76. минуту, постигао је гол за изједначење на асистенцију Ларсона, а у 80. минуту, Жулијано Белети је дао гол за побједу од 2 : 1, чиме је Барселона освојила Лигу шампиона други пут у историји, први пут послије 14 година. Три дана касније, постигао је гол у поразу 3 : 1 на гостовању против Атлетик Билбаоа у последњем колу Ла Лиге, чиме је постао најбољи стријелац лиге, а након утакмице изјавио је: „био је то тимски рад, иако само једна особа добија награду. Напорно смо радили цијеле сезоне и добили смо праведне награде.“ Барселона је раније обезбиједила титулу, другу заредом.
Сезону је завршио са 27 голова у Ла Лиги, гдје је био најбољи стријелац, два гола испред Давида Виље, док је у борби за Златну копачку завршио на другом мјесту, иза Луке Тонија који је постигао 31 гол. У Лиги шампиона је постигао шест голова и завршио је на трећем мјесту на листи стријелаца, са истим бројем голова као и Давид Трезеге, а иза Шевченка са девет и Роналдиња са седам голова. На крају сезоне, проглашен је за најбољег нападача Европе по избору Уефе, а такође нашао се у идеалном тиму по избору FIFPro другу годину заредом.

#### 2006/07.
У првом колу Ла Лиге у сезони 2006/07. постигао је гол у побједи од 3 : 2 на гостовању против Селте Виго, након чега је постигао прва два гола у побједи од 3 : 0 против Осасуне у другом колу, док је трећи гол дао Меси. На дан 12. септембра, постигао је гол и уписао три асистенције у побједи од 5 : 0 против Левског из Софије у првом колу групне фазе Лиге шампиона, након чега се повриједио на утакмици другог кола, против Вердер Бремена 27. септембра, када је покидао менискус, а клупски доктор Рикард Пруна процијенио је да ће морати да паузира два или три мјесеца. Након операције, процијењено је да ће морати да паузира пет мјесеци, али је почео да тренира у јануару 2007. године.
Вратио се на терен 4. фебруара, у ремију 0 : 0 против Осасуне, када је ушао у игру у 85. минуту умјесто Дека. Недељу дана касније, није био у стартној постави на утакмици против Расинг Сантандера, због чега је одбио да уђе у игру са клупе и није хтио да тренира наредног дана. Тренер Рајкард је изјавио: „није хтио да уђе. Не знам због чега.“ Роналдињо га је критиковао због индивидуалистичког понашања, наводећи да му тим није на првом мјесту, након чега је Ето рекао да није хтио да уђе јер није имао довољно времена да се загрије како треба и додао је: „у Барселони је рат, с једне стране оних који су ме довели овдје (Жоан Лапорта), а са друге стране, оних (Сандро Росел) који су довели друге играче. Знам да моји циљеви боле неке људе и због тога примам ударце. Они који долазе на конференцију за штампу да рјешавају проблеме у свлачионици су лоши људи. Ако се тако настави, ја ћу заузврат открити друге тајне.“ Три мјесеца касније, изјавио је: „овакве ствари су обично само нагађања и не допиру до мене. Међутим, ако је тачно да сам ја проблем за свој тим онда ћу ићи. Али као што сам рекао, срећан сам овдје. Медији могу да пишу шта хоће.“ Након тога, предсједник Жоан Лапорта је одбацио гласине о трансферима Етоа и Роналдиња. Крајем фебруара, био је у стартној постави први пут након повреде, постигао је гол у побједи од 3 : 0 против Атлетик Билбаоа, а у другом полувремену је Меси ушао умјесто њега. На дан 17. марта, постигао је два гола у побједи од 4 : 0 на гостовању против Рекреативо Уелве, након чега је постигао гол у побједи од 2 : 1 против Депортиво ла Коруње. На дан 29. априла, постигао је гол за побједу од 1 : 0 против Левантеа, док је недељу дана касније постигао гол у побједи од 2 : 0 на гостовању против Реал Сосиједада. На дан 20. маја, постигао је гол у побједи од 6 : 0 на гостовању против Атлетико Мадрида у 35. колу првенства.
Постигао је укупно 11 голова у Ла Лиги, гдје је завршио на диоби 13 мјеста листе стријелаца са истим бројем голова као Данијел Гвиза, Хавијер Портиљо, Роберто Солдадо и Никола Жигић, док је најбољи стријелац био Руд ван Нистелрој са 25 голова. Барселона је завршила на другом мјесту на табели, са истим бројем бодова као Реал Мадрид, након што је у претпоследњем колу ремизирала са Еспањолом, за који је Тамудо дао гол у 89. минуту, а Реал је освојио титулу јер је био бољи у међусобном дуелу.

#### 2007/08.
На љето 2007. године, Тијери Анри је дошао у Барселону, а након његовог доласка, медији су квартет Роналдињо, Меси, Анри и Ето назвали „фантастична четворка“. На припремној утакмици против Интера у августу 2007. године, обновио је повреду менискуса и поново је морао да паузира неколико мјесеци, Истовремено је објављено да ће прећи у Милан, за преко 60 милиона евра, али је одбио понуду, а 17. октобра је добио шпанско држављанство. Опоравио се 4. децембра, а недељу дана касније вратио се на терен у побједи од 2 : 1 против Депортиво ла Коруње. На дан 12. децембра, постигао је гол у побједи од 3 : 1 против Штутгарта у последњем колу групне фазе Лиге шампиона, док је три дана касније постигао два гола у побједи од 3 : 0 на гостовању против Валенсије, а трећи гол је дао Ејдур Гвидјонсен. На дан 12. јануара 2008. постигао је последња два гола у побједи од 4 : 0 против Реал Мурсије, а прва два гола дали су Гвидјонсен и Бојан Кркић.
Средином јануара, учествовао је на Афричком купу нација, иако су се из Барселоне противили томе јер су сматрали да физички није спреман за такво оптерећење. Након што је пропустио неколико утакмица због учешћа са репрезентацијом, 24 фебруара је постигао хет-трик у побједи од 5 : 1 против Левантеа, што му је био први хет-трик у првенству Шпаније. На дан 16. марта, постигао је гол у ремију 2 : 2 на гостовању против Алмерије, након чега је постигао водећи гол у побједи од 4 : 1 против Реал Ваљадолида. Крајем марта, постигао је гол у 15. минуту за вођство од 2 : 0 на гостовању против Бетиса, након чега је Бетис у другом полувремену преокренуо и побиједио 3 : 2. На дан 12. априла, постигао је оба гола у ремију 2 : 2 на гостовању против Рекреативо Уелве, од чега први у првом минуту; Барселона је двапут водила, али је Марко Рубен дао два гола за реми. На дан 11. маја, постигао је гол за вођство од 2 : 0 против Мајорке кући, али је Мајорка у другом полувремену преокренула головима Борхе Валера, Пјера Веба и Данијела Гвизе и побиједила 3 : 2. Недељу дана касније, постигао је изједначујући гол у побједи од 5 : 3 на гостовању против Реал Мурсије у последњем колу, док је Ђовани дос Сантос постигао хет-трик.
Сезону је завршио са 16 голова на 18 утакмица у Ла Лиги, гдје је завршио на шестом мјесту листе стријелаца, са истим бројем голова као и Форлан, Кануте и Ван Нистелрој, док је најбољи стријелац био Гвиза са 27 голова. Барселона је завршила на трећем мјесту на табели, због чега је морала да игра квалификације за Лигу шампиона.
Због лоших резултата и друге сезоне заредом у којој клуб није освојио трофеј, предсједник Жоан Лапорта је покренуо операцију шпијунаже како би открио да ли играчи нарушавају клупску дисциплину и да би открио њихове пороке. Касније је објављено да је ангажовао приватне детективе из агенције Método 3 да прате играче и особље клуба у њиховом свакодневном животу, а најпраћенији су били Деко, Роналдињо и Ето, о којима је у извјештају написано да су стално кршили клупску дисциплину; касније је праћен и Жерард Пике.

#### 2008/09.
Прије почетка сезоне 2008/09. Френк Рајкард, који је на мјесто тренера дошао 2003. године умјесто Радомира Антића, напустио је клуб послије пет година, а за новог тренера постављен је Пеп Гвардиола. Током љетњег прелазног рока, Роналдињо је прешао у Милан, Деко у Челси, а Гвардиола је изјавио да не рачуна ни на Етоа и да и он може да иде. За њега су били заинтересовани Интер, Милан, Лион, Тотенхем и Манчестер Сити, а био је заинтересован и Бунјодкор из Узбекистана који му је нудио плату од 40 милиона евра годишње, али је одбио. Медији су објавили да би могао да се врати и у Реал, али је предсједник Рамон Калдерон изјавио да нису заинтересовани за њега. Послије добрих игара на припремама и постигнутих осам голова у пријатељским утакмицама, Гвардиола је одлучио да га задржи у Барселони.
На дан 13. августа, постигао је два гола у побједи од 4 : 0 против Висле Краков у првој утакмици плеј-офа за пласман у Лигу шампиона. Висла је у реваншу побиједила 1 : 0, али се Барселона пласирала у групну фазу. На дан 16. септембра, постигао је гол у побједи од 3 : 1 против Спортинга у првом колу групне фазе Лиге шампиона, док је пет дана касније постигао гол на асистенцију Пујола у побједи од 6 : 1 на гостовању против Спортинг Хихона. На дан 24. септембра, постигао је два гола за шест минута на асистенције Месија, за вођство од 2 : 0 против Бетиса, који је изједначио у другом полувремену, а Гвидјонсен је постигао гол за побједу од 3 : 2 у 80. минуту. На дан 4. октобра, постигао је два гола у побједи од 6 : 1 против Атлетико Мадрида, док је 25. октобра постигао хет-трик за 23 минута у побједи од 5 : 0 против Алмерије, што је био најбржи хет-трик у историји клуба. Двије утакмице касније, 8. новембра, постигао је четири гола у првом полувремену, прва четири на утакмици, у побједи од 6 : 0 против Реал Ваљадолида. На дан 29. новембра, постигао је гол у побједи од 3 : 0 против Севиље, што му је био 111 гол за Барселону, чиме је дошао на десето мјесто најбољих стријелаца клуба свих времена.
На дан 13. децембра, промашио је пенал, а затим је постигао гол у 81. минуту за вођство против Реал Мадрида, док је Меси постигао гол у надокнади времена за побједу од 2 : 0. На дан 11. јануара 2009. године, постигао је водећи гол у побједи од 3 : 2 на гостовању против Осасуне, док је недељу дана касније постигао два гола у побједи од 5 : 0 против Депортиво ла Коруње. На дан 8. фебруара, постигао је два гола, на асистенције Месија и Анрија, у побједи од 3 : 1 против Спортинг Хихона. Недељу дана касније, постигао је два гола за реми 2 : 2 против Бетиса, након што је Бетис водио 2 : 0. То му је био 99 и стоти гол у Ла Лиги за клуб, а Барселона је успјела да остане непоражена 22 утакмице заредом у првенству. На дан 11. марта, постигао је гол на асистенцију Анрија у побједи од 5 : 2 против Лиона у реванш утакмици осмине финала Лиге шампиона, чиме се пласирала у четвртфинале послије ремија 1 : 1 у првој утакмици у Француској. Десет дана касније, постигао је два гола и уписао асистенцију Чавију у побједи од 6 : 0 против Малаге, чиме је дошао до 25 гола у првенству, пет више од Форлана.
На дан 4. априла, постигао је гол за побједу од 1 : 0 на гостовању против Реал Ваљадолида, што му је био 30 гол у сезони у свим такмичењима, док је четири дана касније постигао гол и уписао асистенције Месију и Анрију у побједи од 4 : 0 против Бајерн Минхена у првој утакмици четвртфинала Лиге шампиона. На дан 22. априла, постигао је гол у побједи од 4 : 0 против Севиље, на утакмици на којој је Инијеста дао један гол и уписао три асистенције. На дан 10. маја, постигао је гол на асистенцију Инијесте у ремију 3 : 3 против Виљареала у 35. колу, чиме је Барселона дошла на бод до освајања титуле, а након што је Реал Мадрид изгубио од Виљареала 16. маја, освојила је титулу; дан касније је постигао гол у поразу 2 : 1 од Мајорке.
На дан 27. маја, постигао је водећи гол на асистенцију Инијесте у финалу Лиге шампиона 2009. након чега је Меси постигао други гол за побједу од 2 : 0 против Манчестер јунајтеда, чиме је Барселона освојила трећу титулу првака Европе, поставши први шпански клуб који је освојио троструку круну: првенство, куп и Лигу шампиона. Три дана касније, постигао је гол у 89. минуту за реми 1 : 1 на гостовању против Депортиво ла Коруње у последњем колу Ла Лиге. Сезону је завршио са 30 голова на 36 утакмица у Ла Лиги, гдје је завршио на другом мјесту листе стријелаца, са два гола мање од Дијега Форлана. Меси са 38, Анри са 26 и Ето са 36, заједно су постигли сто голова у сезони, чиме су поставили рекорд Барселоне и шпанског фудбала по броју голова нападачког трија у једној сезони.

### Интер

#### 2009/10.
Током априла 2009. године, изјавио је да жели да остане у клубу и након 2010. када му истекне уговор, док је у јуну предсједник Барселоне — Жоан Лапорта, изјавио да ће се потрудити да га задржи у клубу, али да све зависи од његових финансијских захтјева. Након што је Максвел прешао из Интера у Барселону у јулу, Лапорта је објавио да постоји начелни договор између клубова да Златан Ибрахимовић пређе из Интера у Барселону у замјену за Етоа и 46 милиона евра. Након што је Ибрахимовић договорио услове са Барселоном, клуб је објавио да ће Ето отпутовати у Милано на медицинске прегледе како би завршио трансфер. На дан 27. јула 2009. године, прошао је медицинске прегледе и потписао је петогодишњи уговор са Интером. На првој конференцији за новинаре у новом клубу, истакао је да је тамо гдје жели да буде и одбио је да упореди себе са Ибрахимовићем, изјавивши: „ја сам Самјуел Ето и не морам да се упоређујем ни са ким. Мислим да побједе које сам изборио до сада могу да допринесу давању праве вриједности мом имену.“
На дан 8. августа, дебитовао је за клуб у такмичарским утакмицама и постигао је гол на дебију, у поразу 2 : 1 од Лација у Суперкупу Италије. Двије недеље касније, дебитовао је у Серији А и постигао је гол из пенала у ремију 1 : 1 против Барија. На наредној утакмици, у дербију дела Мадонина против Милана на Сан Сиру, изборио је пенал када га је Ђенаро Гатузо фаулирао у шеснаестерцу; Дијего Милито је постигао гол, док је Гатузо добио жути картон, а четири минута касније је добио црвени картон и Интер је побиједио 4 : 0. На дан 13. септембра, постигао је гол у побједи од 2 : 0 против Парме, што му је био први гол из игре у Серији А, док је десет дана касније постигао гол у 2. минуту у побједи од 3 : 1 против Наполија
Крајем септембра, тражио је од Барселоне 2,75 милиона фунти због преласка у Интер. Износ је представљао 15% од 17,7 милиона фунти колико је Интер платио Барселони, а захтјев је био заснован на правилу у Шпанији по којем играчу припада 15% новца од трансфера у други шпански клуб, а у случају неплаћања, запријетио је да ће ићи на суд. Из Барселоне су одговорили да је то договор само између клубова из Шпаније, као и да клуб који купује играча плаћа тај проценат.
На дан 29. октобра, постигао је два гола у побједи од 5 : 3 против Палерма, док је Марио Балотели такође постигао два гола. Десет дана касније, постигао је гол за реми 1 : 1 против Роме, за коју је Мирко Вучинић дао гол на почетку утакмице. На дан 1. децембра, завршио је на петом мјесту у избору за Златну лопту, коју је освојио Меси, а затим је постигао гол у поразу 2 : 1 од Јувентуса 5. децембра. Четири дана касније, постигао је први гол у Лиги шампиона, у побједи од 2 : 0 против Рубин Казања у последњем колу групне фазе, за пролаз у осмину финала.
На дан 20. децембра, постигао је гол за побједу од 1 : 0 против Лација, а у другом полувремену је умјесто њега ушао Балотели. У марту, постигао је гол за побједу од 1 : 0 на гостовању против Челсија у другој утакмици осмине финала Лиге шампиона, чиме се Интер пласирао у четвртфинале након побједе 2 : 1 у првој утакмици. Крајем марта, постигао је два гола у побједи од 3 : 0 против Ливорна, док је трећи гол дао Маикон. На дан 10. априла, постигао је гол у ремију 2 : 2 на гостовању против Фјорентине, док је три дана касније постигао први гол у Купу Италије, за побједу од 1 : 0 на гостовању против Фјорентине у реванш утакмици полуфинала, чиме се Интер пласирао у финале послије побједе од 1 : 0 у првој утакмици. На дан 16. априла, постигао је гол у 90. минуту у побједи од 2 : 0 против Јувентуса у 34. колу, чиме је Интер остао на бод заостатка иза првопласиране Роме на табели. На дан 5. маја, освојио је Куп Италије, што му је био први трофеј са клубом, а Интер је у финалу побиједио Рому 1 : 0 на Олимпику, голом Милита. Десет дана касније, Интер је голом Милита побиједио Сијену 1 : 0 у гостима у последњем колу Серије А и освојио је титулу са два бода испред Роме. На дан 22. маја, играо је у трећем финалу Лиге шампиона и асистирао је Милиту за други гол, у побједи од 2 : 0 против Бајерн Минхена, чиме је Интер освојио Лигу шампиона први пут послије 45 година. Постао је први играч у историји који је освојио троструку круну два пута заредом, са два различита клуба.
Сезону је завршио са 16 голова на 48 утакмица у свим такмичењима, од чега је постигао 12 у Серији А, гдје је завршио на 12 мјесту листе стријелаца, док је најбољи стријелац био Антонио ди Натале са 29 голова.

#### 2010/11.
На почетку сезоне 2010/11. Жозе Морињо је отишао у Реал Мадрид, а за новог тренера постављен је Рафаел Бенитез. На дан 21. августа, постигао је два гола у побједи од 3 : 1 против Роме у Суперкупу Италије, на асистенције Веслија Снајдера и Милита, док је Горан Пандев дао први гол за Интер, након што је Рома повела голом Јона Арнеа Рисеа на асистенцију Франческа Тотија. На дан 11. септембра, постигао је гол за побједу од 2 : 1 против Удинезеа, док је три дана касније постигао гол за реми 2 : 2 на гостовању против Твентеа у првом колу групне фазе Лиге шампиона 2010/11. На дан 19. септембра, постигао је два гола за осам минута, за преокрет и побједу од 2 : 1 на гостовању против Палерма, који је повео голом Јосипа Иличића. Три дана касније, постигао је два гола из пенала у побједи од 4 : 0 против Барија, након чега је постигао три гола и уписао асистенцију Снајдеру у побједи од 4 : 0 против Вердера у Лиги шампиона, што му је био први хет-трик у такмичењу. Такође, постигао је 11 гол на девет утакмица у свим такмичењима од почетка сезоне. Послије утакмице, изјавио је: „остаћемо скромни јер знамо да постоје екипе које су боље од нас, тако да ћемо само играти утакмицу по утакмицу и ићи ћемо онолико далеко колико нас то одведе.“
На дан 17. октобра, постигао је гол на асистенцију Снајдера за побједу од 1 : 0 на гостовању против Каљарија. Три дана касније, на утакмици Лиге шампиона против Тотенхема, асистирао је Хавијеру Занетију за водећи гол у 2. минуту, након чега је постигао гол из пенала који је изборио Џонатан Бијабијани у 11. минуту; три минута касније, асистирао је Дејану Станковићу, док је у 35. минуту постигао свој други гол, за вођство од 4 : 0. У другом полувремену, Гарет Бејл је постигао хет-трик и утакмица је завршена 4 : 3. На дан 24. октобра, постигао је гол на асистенцију Филипеа Котиња за реми 1 : 1 против Сампдорије, док је почетком новембра постигао гол у поразу 3 : 1 од Тотенхема у Лиги шампиона, а затим је постигао гол за реми 1 : 1 против Бреше. Крајем новембра, постигао је гол у поразу 2 : 1 од Кјева на гостовању, што је била четврта утакмица заредом без побједе за Интер, који је пао на шесто мјесто на табели. У децембру је учествовао на Свјетском клупском првенству, гдје је постигао гол и уписао асистенцију Пандеву у финалу, у побједи од 3 : 0 против Мазембеа, чиме је Интер постао првак свијета по трећи гол. Крајем децембра, Леонардо је дошао на мјесто тренера умјесто Бенитеза, који је отпуштен само неколико дана након што је клуб освојио Свјетско клупско првенство. Бенитез је касније изјавио да је ушао у сукоб јер је хтио да прода неке старије играче, а истакао је да су га многи играчи подржавали укључујући Етоа и Естебана Камбијаса.
На дан 12. јануара 2011. године, постигао је два гола у побједи од 3 : 2 против Ђенове у осмини финала Купа Италије, док је три дана касније постигао два гола у побједи од 4 : 1 против Болоње у Серији А. На дан 26. јануара, дао је гол из пенала у побједи од 5 : 4 на пенале на гостовању против Наполија у четвртфиналу Купа, за који је Езекијел Лавези промашио пенал. Четири дана касније, постигао је гол за побједу од 3 : 2 против Палерма након преокрета; Палермо је водио 2 : 0 головима Фабриција Миколија и Антонија Ночерина, док је Ђампаоло Пацини дао два гола за Интер за изједначење. На дан 6. фебруара, постигао је два гола у побједи од 5 : 3 против Роме, након чега је постигао гол у побједи од 2 : 0 на гостовању против Сампдорије крајем фебруара. На дан 6. марта, постигао је два гола за шест минута у побједи од 5 : 2 против Ђенове; Пацини, Пандев и Јуто Нагатомо су постигли остала три гола, након чега је 11. марта постигао  гол у ремију 1 : 1 против Бреше Четири дана касније, постигао је гол и уписао асистенције Пандеву и Снајдеру за побједу од 3 : 2 на гостовању против Бајерн Минхена у реванш утакмици осмине финала Лиге шампиона, чиме се Интер пласирао у четвртфинале након што је изгубио прву утакмицу у Италији 1 : 0 голом Марија Гомеза у 90. минуту. Послије утакмице, предсједник Интера — Масимо Морати, изјавио је: „нисам сигуран да ли је договор који је Етоа довео у клуб био мој најбољи дио трансфера икада, али заиста мислим да је то био одличан посао за нас. Ето је фантастичан. Не желим ништа да одузимам Ибрахимовићу, али за свакога је заиста била велика ствар добити Етоа. Самјуел је заиста изванредан.“
Интер је у четвртфиналу Лиге шампиона испао од Шалкеа изгубивши обје утакмице, 5 : 2 кући и 2 : 1 у Гелзенкирхену. На дан 25. априла, постигао је гол за побједу од 2 : 1 против Лација, који је повео голом Маура Заратеа, а изједначио је Снајдер. На дан 11. маја, постигао је гол за вођство у ремију 1 : 1 против Роме у реванш утакмици полуфинала Купа; Марко Боријело је у финишу дао гол за Рому. Интер се пласирао у финале захваљујући побједи 1 : 0 у гостима, голом Дејана Станковића. Четири дана касније, постигао је гол у ремију 1 : 1 на гостовању против Наполија, а у другом полувремену је умјесто њега ушао Пацини. На дан 29. маја, постигао је два гола у побједи од 3 : 1 против Палерма у финалу Купа, док је Милито постигао трећи гол у 90. минуту.
Сезону је завршио са 37 голова на 53 утакмице у свим такмичењима, што му је био рекорд каријере. У Серији А је постигао 21 гол и завршио је на трећем мјесту листе стријелаца, иза Ди Наталеа са 28 и Каванија са 26 голова, док је Интер завршио на другом мјесту на табели, иза Милана, који је освојио титулу послије седам година. У Лиги шампиона је постигао осам голова и завршио је на диоби другог мјеста заједно са Мариом Гомезом, иза Месија са 12. У Купу Италије је са пет голова био најбољи стријелац, заједно са Феличеом Евакуом. На крају сезоне, Ђан Пјеро Гасперини је постављен за тренера умјесто Леонарда и хтио је да доведе Родрига Паласија, како би играо у нападу заједно са Етоом и Милитом, при чему би Ето играо на лијевој страни, Паласио на десној а Милито као централни нападач.

### Анжи
Након што му је кућа опљачкана у априлу, медији су објавили да ће на крају сезоне отићи из Интера, а за њега су били заинтересовани Челси, Тотенхем и Манчестер Сити. На дан 23. августа 2011. године прешао је у руски Анжи за 25 милиона евра. Потписао је трогодишњи уговор за плату од 20,5 милиона евра по сезони, чиме је постао најплаћенији фудбалер на свијету. Истакао је да је дошао због добре понуде, изјавивши: „добио сам врло важну понуду и прихватио је. Сви ми радимо за новац, а свако ко тврди другачије је лицемјер.“ У клуб су исте године дошли још Роберто Карлос, Јури Жирков и Мбарк Бусуфа.
За клуб је дебитовао 27. августа, на утакмици против Ростова, када је ушао у 58. минуту умјесто Дијега Тарделија, а у 80. минуту је постигао гол за изједначење и реми 1 : 1 на асистенцију Жиркова. На дан 11. септембра, постигао је гол за побједу од 2 : 1 против Волге, док је 15 дана касније постигао гол у ремију 2 : 2 против Терека Грозног. На дан 23. октобра, постигао је гол у поразу 5 : 3 од ЦСКА Москве кући, чиме је Анжи остао четири бода испред Краснодара на позицији која води у плеј-оф за титулу, два кола прије краја регуларног дијела сезоне. Шест дана касније, постигао је гол у побједи од 2 : 1 на гостовању против Амкар Перма, након чега је постигао два гола у побједи од 3 : 1 против Криле Совјетов, чиме је Анжи завршио на осмом мјесту и пласирао се у плеј-оф.
На дан 27. новембра постигао је гол из пенала у 89. минуту, за побједу од 2 : 1 против ЦСКА Москве у другом колу плеј-офа, у последњој утакмици јесењег дијела сезоне. На дан 22. априла 2012. године, постигао је гол у побједи од 3 : 0 на гостовању против Спартак Москве, док је шест дана касније постигао два гола у побједи од 3 : 1 против Локомотиве из Москве. На дан 2. маја, постигао је гол у ремију 2 : 2 против Кубањ Краснодара, док је четири дана касније постигао гол у побједи од 3 : 1 против Рубин Казања. У регуларном дијелу сезоне постигао је седам голова и био је на 12 мјесту листе стријелаца, док је у плеј-офу постигао шест голова и завршио је на трећем мјесту листе стријелаца, иза Емануела Еменикеа и Александра Кержакова са по седам. Анжи је завршио на шестом мјесту на табели и пласирао се у квалификације за Лигу Европе за сезону 2012/13.
На дан 22. јула постигао је гол у побједи од 2 : 1 против Кубањ Краснодара у првом колу Премијер лиге Русије у сезони 2012/13. Четири дана касније, постигао је гол у побједи од 4 : 0 на гостовању против Хонведа у реванш утакмици другог кола квалификација за Лигу Европе, чиме се Анжи пласирао у треће коло након побједе од 1 : 0 у првој утакмици. На дан 9. августа, постигао је оба гола у побједи од 2 : 0 на гостовању против Витесеа у реванш утакмици трећег кола квалификација, чиме је Анжи прошао у плеј-оф квалификација за пласман у Лигу Европе. На дан 26. августа, постигао је два гола у побједи од 4 : 2 против Мордовије, док је четири дана касније постигао гол у побједи од 5 : 0 на гостовању против АЗ Алкмара у плеј-офу за Лигу Европе, чиме се Анжи пласирао у групну фазу. На дан 16. септембра, постигао је гол у побједи од 5 : 2 против Краснодара, док је крајем септембра постигао гол у побједи од 2 : 1 против Волге. На дан 4. октобра, постигао је оба гола у побједи од 2 : 0 против Јанг бојса, док је три дана касније постигао гол у побједи од 2 : 0 на гостовању против Динамо Москве. На дан 22. новембра, постигао је гол у побједи од 2 : 0 против Удинезеа у петом колу групне фазе Лиге Европе; у последњем колу изгубио је 3 : 1 од Јанг бојса, чиме су два клуба завршила са истим бројем бодова, али се Анжи пласирао у елиминациону фазу због гола датог у гостима.
На дан 14. фебруара, постигао је гол у побједи од 3 : 1 против Хановера у првој утакмици шеснаестине финала Лиге Европе, а након ремија 1 : 1 у реванш утакмици, Анжи се пласирао у осмину финала, гдје је испао од Њукасл јунајтеда. На дан 21. октобра, постигао је гол за вођство од 3 : 1 против Динамо Москве, али је Динамо у финишу дао два гола и утакмица је завршена 3 : 3. На дан 4. маја, постигао је гол у 89. минуту за побједу од 2 : 1 против Рубин Казања, након чега је постигао гол за побједу и против Локомотиве из Москве у претпоследњем колу, 20. маја. Сезону је са десет постигнутих голова у првенству завршио на шестом мјесту листе стријелаца, док је најбољи стријелац био Јура Мовсисјан са 13 голова. Анжи је завршио на трећем мјесту на табели и пласирао се директно у групну фазу Лиге Европе. На крају сезоне нашао се на списку 33 најбоља играча првенства, као најбољи десни нападач.
На дан 14. јула постигао је гол у ремију 2 : 2 против Локомотиве из Москве за коју је Роман Пављученко дао гол у 90. минуту, у првом колу Премијер лиге Русије у сезони 2013/14. Гол је постигао и у трећем колу, у ремију 1 : 1 на гостовању против Криле Совјетов. Власник Анжија — Сулејман Керимов, објавио је у августу 2013. године да ће да значајно да смањи буџет и клупске амбиције, због чега су сви фудбалери који су имали велика примања били слободни да оду.

### Челси
На дан 29. августа 2013. године, потписао је једногодишњи уговор са Челсијем, у који је прешао за око пет милиона евра. За клуб је дебитовао 14. септембра, у поразу 1 : 0 од Евертона у четвртом колу Премијер лиге. Први гол је постигао 19. октобра, у побједи од 4 : 1 против Кардиф Ситија и уписао је асистенцију Едену Азару. На дан 6. новембра, постигао је прва два гола у побједи од 3 : 0 против Шалкеа у Лиги шампиона, док је трећи гол дао Демба Ба, а три дана касније је постигао гол у ремију 2 : 2 против Вест Бромич албиона на Стамфорд бриџу. На дан 29. децембра, постигао је гол на асистенцију Оскара за побједу од 2 : 1 против Ливерпула, а у финишу је умјесто њега ушао Фернандо Торес.
На првој утакмици на којој је био стартер у 2014. години, 20. јануара, постигао је хет-трик за побједу од 3 : 1 против Манчестер јунајтеда, за који је Хавијер Ернандез дао гол у финишу. Прије утакмице, један навијач Челсија је објавио да ће га истетовирати ако постигне хет-трик. На дан 8. марта постигао је водећи гол против Тотенхема када је узео лопту коју је одбрамбени играч Јан Вертонген шутнуо ка голману Игу Лорису, а затим је изборио пенал из којег је Азар дао гол за вођство од 2 : 0, док је у финишу Демба Ба постигао два гола за два минута за побједу од 4 : 0. Гол који је постигао био му је 300 гол за клубове у каријери.
На дан 18. марта, постигао је гол у побједи од 2 : 0 против Галатасараја у реванш утакмици осмине финала Лиге шампиона, што му је био десети гол у сезони, а Челси се пласирао у четвртфинале послије ремија 1 : 1 у првој утакмици у Истанбулу. Четири дана касније постигао је гол у петом минуту против Арсенала, на асистенцију Андреа Ширлеа, који је у седмом минуту постигао гол на асистенцију Немање Матића; у деветом минуту се повриједио и умјесто њега је ушао Торес, а Челси је побиједио 6 : 0. Након што је пропустио три утакмице вратио се на терен 13. априла, у побједи од 1 : 0 на гостовању против Свонзи Ситија, када је ушао у другом полувремену умјесто Рамиреса, док је шест дана касније постигао једини гол у поразу 2 : 1 од Сандерланда кући.
Сезону је завршио са 14 голова на 41 утакмици у свим такмичењима, од чега је девет постигао у Премијер лиги, гдје је завршио на диоби 19 мјеста листе стријелаца, док је најбољи стријелац био Луис Суарез са 41 голом.

### Евертон
Уговор са Челсијем му је истекао на крају сезоне 2013/14. Преговарао је са Јувентусом, али клуб није хтио да му понуди уговор на двије године, након чега је преговарао са Квинс Парк рејнџерсом, који се вратио у Премијер лигу и претходно је довео Риа Фердинанда. На дан 26. августа 2014. прешао је у Евертон, са којим је потписао двогодишњи уговор. За клуб је дебитовао четири дана касније и постигао је гол у поразу 6 : 3 од Челсија кући, на стадиону Гудисон парк. На дан 2. октобра постигао је гол у 82. минуту на асистенцију Лејтона Бејнса за реми 1 : 1 на гостовању против Краснодара у другом колу групне фазе Лиге Европе, док је 20. дана касније постигао два гола на асистенције Бејнса и Стивена Пинара у побједи од 3 : 1 на гостовању против Бернлија.
Током сезоне, нападач Евертона — Ромелу Лукаку, истакао је да доста учи од њега и упоредио га је са Дрогбом и Николом Анелком са којима је играо у Челсију, изјавивши: „проводим највише времена са њим. Долазим на тренинге кад и он, одлазим кући кад и он. И слободно вријеме проводимо заједно, он долази код мене и ја код њега. Трудим се да научим од њега што више могу. Он дјелује на мене као Дрогба и Анелка, када сам био млађи. Почаствован сам што могу да играм са таквим фудбалерима. Надам се да ћу једног дана бити као они.“ Он је изјавио да жели да освоји Лигу Европе са Евертоном, такмичење које није освојио никада раније, али је напустио клуб у зимском прелазном року, постигавши четири гола на 20 утакмица у свим такмичењима.

### Сампдорија
На дан 27. јануара 2015. вратио се у Италију и потписао је уговор са Сампдоријом на двије и по године. У новом клубу узео је дрес са бројем 99. Дебитовао је 1. фебруара, на утакмици против Торина у гостима, када је ушао у 71. минуту умјесто Едера при вођству Торина 3 : 0, а утакмица је завршена 5 : 1. Тренер Синиша Михајловић није био задовољан утакмицом и одлучио је да играчи одраде дупли тренинг наредног дана умјесто да буду слободни послије подне. Ето је дошао на први тренинг, али је након њега отишао не јавивши се тренеру; из Ђенове је отишао у своју кућу у Милану. Клуб га није казнио, а 20. фебруара је поново пропустио тренинг, због болести.
Први гол је постигао 7. марта, на асистенцију Матијаса Силвестреа, за побједу од 2 : 0 против Каљарија у 26. колу. На утакмици против Емполија 24. маја, ушао је у игру у 57. минуту умјесто Луке Ђорђевића, а у 90. минуту је постигао гол на асистенцију Луиса Муријела за реми 1 : 1. Након што је постигао само два гола на 18 утакмица, није био задовољан у клубу и одлучио је да оде.

### Анталјаспор

#### 2015/16.
На дан 25. јуна 2015. године, прешао је у турски Анталјаспор, са којим је потписао трогодишњи уговор, а у нападу је играо заједно са Ламином Дијаром. За клуб је дебитовао 15. августа у првом колу Суперлиге Турске за сезону 2015/16. и постигао је два гола у побједи од 3 : 2 на гостовању против Истанбул Башакшехира. Недељу дана касније, постигао је гол у побједи од 3 : 1 против Генчлербирлигија, а затим је постигао оба гола у побједи од 2 : 0 против Ескишехирспора у четвртом колу. На дан 17. октобра, постигао је гол у побједи од 2 : 0 на гостовању против Бурсаспора, након чега је постигао једини гол у поразу 5 : 1 од Бешикташа кући 26. октобра. Четири дана касније, постигао је гол из пенала који је изборио Дијара, у поразу 2 : 1 од Акхисар Беледијеспора, након чега је постигао гол у ремију 1 : 1 против Кајсериспора. На дан 21. новембра прво је постигао гол у 82. минуту за 2 : 2 на гостовању против Галатасараја, који је опет повео голом Селчука Инана, а затим је асистирао Мбили Етамеу у надокнади времена за реми 3 : 3. Недељу дана касније постигао је гол у 85. минуту на асистенцију Дејана Лазаревића за реми 1 : 1 против Османлиспора, а затим је постигао гол у 88. минуту на асистенцију Лазаревића у поразу 3 : 2 од Конјаспора.
На дан 12. децембра, постигао је гол у побједи од 3 : 2 против Мерсин идманјурдуа који је водио 2 : 0, а затим је постављен за тренера након што је Јусуф Шимшек добио отказ 7. децембра због лоших резултата. На функцији и тренера и играча остао је до 6. јануара 2016. године, када је Жозе Мораиш постављен за сталног тренера. На дан 5. фебруара, постигао је гол и уписао асистенцију у побједи од 4 : 2 против Фенербахчеа, за који су Бруно Алвес и Робин ван Перси дали голове у финишу. На дан 14. марта, постигао је два гола у побједи од 3 : 0 против Бурсаспора; први гол дао је на асистенцију Дијега Анђела, док је други дао након што му је голман одбранио пенал. На дан 3. априла, постигао је гол у 89. минуту на асистенцију Ондржеја Челустке за реми 2 : 2 против Акхисар Беледијеспора, након чега је постигао два гола и уписао асистенцију у побједи од 4 : 2 против Галатасараја. На дан 1. маја, постигао је гол на асистенцију Сердара Озкана за побједу од 1 : 0 против Конјаспора у 31. колу Суперлиге.
Са постигнутих 20 голова на 31 утакмици, завршио је као други најбољи стријелац лиге, иза Марија Гомеза са 26.

#### 2016/17.
На дан 11. септембра 2016. године, постигао је једини гол у поразу 3 : 1 кући од Конјаспора у трећем колу Суперлиге Турске за сезону 2016/17. Након пораза 3 : 2 од Карабукспора у четвртом колу, предсједник клуба га је критиковао изјавивши да ниједан играч није изнад клуба. Ето је одговорио на друштвеној мрежи Instagram, гдје је написао: „можда неки људи не осјећају поштовање за мене зато што сам црн, али ја нећу да сиђем са нивоа који сам достигао и на којем сам од своје 18. године.“ Из клуба су га одстранили из првог тима због коментара, након чега је у новој објави назвао предсједника братом, написавши да је мислио на особу која га је критиковала годинама, а упркос чему осваја трофеје.
Пропустио је једну утакмицу због суспензије, а крајем октобра постигао је други гол у сезони, из пенала који је сам изборио, за побједу од 1 : 0 на гостовању против Кајсериспора у деветом колу, након чега је постигао гол из пенала и у десетом колу, за побједу од 1 : 0 против Генчлербирлигија. На дан 3. децембра, постигао је гол из пенала који је изборио Дениз Кадах, за реми 2 : 2 на гостовању против Истанбул Башакшехира. На дан 22. јануара, постигао је гол у 90. минуту за побједу од 2 : 1 на гостовању против Османлиспора, док је шест дана касније постигао оба гола у побједи од 2 : 1 против Алањаспора.
На дан 1. априла, постигао је гол а затим уписао асистенцију Мустафи ел Кабрилу у 90. минуту за побједу од 2 : 1 против Кајсериспора, док је недељу дана касније постигао гол за реми 1 : 1 против Генчлербирлигија. На дан 30. априла, постигао је хет-трик у побједи од 5 : 2 на гостовању против Аданаспора, што му је био први хет-трик послије три године, када је три гола постигао за Челси против Манчестер јунајтеда у јануару 2014. године. На дан 20. маја, постигао је оба гола у побједи од 2 : 1 против Бурсаспора, након чега је постигао гол и уписао асистенцију Денизу Кадаху у побједи од 3 : 0 на гостовању против Касимпаше, док је у последњем колу постигао гол у побједи од 4 : 1 против Газијантепспора.
Са 18 постигнутих голова на 30 утакмица, завршио је као трећи најбољи стријелац лиге, иза Вагнера Лава са 23 и Џенка Тосуна са 20.

#### 2017/18.
Први гол у сезони 2017/18. постигао је у четвртом колу, за реми 1 : 1 против Галатасараја, који је повео голом Бафетимбија Гомиса. На дан 25. септембра, постигао је водећи гол у побједи од 3 : 0 против Османлиспора, док су преостала два гола дали Самир Насри и Маикон. На дан 4. новембра, постигао је оба гола у побједи од 2 : 1 против Карабукспора, након чега је постигао гол у 85. минуту за реми 1 : 1 против Конјаспора.
У првом дијелу сезоне постигао је шест голова на 15 утакмица након чега је одлучио да напусти клуб, за који је укупно постигао 44 гола на 76 утакмица.

### Конјаспор
На дан 31. јануара 2018. године, након што је споразумно раскинуо уговор са Анталјаспором, прешао је у Конјаспор са којим је потписао уговор на двије и по године. За клуб је дебитовао 11. фебруара и постигао је гол у побједи од 2 : 1 на гостовању против Аланјаспора. На дан 18. марта, постигао је водећи гол у побједи од 2 : 0 против Кајсериспора, након чега је постигао два гола у побједи од 5 : 0 против Сиваспора.
На утакмици против Анталјаспора 15. априла, навијачи су га дочекали тако што су донијели ковчег са његовом сликом и клањали му џеназу јер је прешао у супарнички клуб. Након утакмице изјавио је: „ово је болна ситуација, али једног дана ће ме схватити и у Анталјаспору. Фудбал је љубав и желим да се зна да је Анталија мој други дом. У Конјаспор су ме позвали јер ми вјерују. Фудбал није спорт попут тениса у којем један човјек игра. Ту смо да Конјаспор дигнемо на врх и за то нам је потребна и подршка навијача.“ Недељу дана касније постигао је водећи гол у побједи од 2 : 0 против Касимпаше, након чега је постигао гол у 32. колу, за побједу од 1 : 0 против Карабукспора. За Конјаспор је постигао шест голова на 13 утакмица у првенству, а са укупно 12 голова завршио је на диоби 13 мјеста листе стријелаца, док је најбољи стријелац био Гомис са 29, испред Бурака Јилмаза са 23 гола.

### Катар СК
У августу 2018. године, прешао је у Катар СК из Дохе, што му је био 13 клуб у каријери, а у лиги се придружио бившим саиграчима — Чавију и Снајдеру. За клуб је дебитовао 17. августа у поразу 2 : 0 од Ел Саилије у оквиру трећег кола Прве лиге Катара за сезону 2018/19. Први гол постигао је 14. септембра у поразу 3 : 2 од Ел Шаханије.
На дан 27. септембра, постигао је једини гол у поразу 5 : 1 од Ел Сада, док је недељу дана касније постигао гол у побједи од 2 : 0 против Ел Каратијата, што је била друга побједа за клуб у сезони. На дан 26. октобра, постигао је гол за побједу од 1 : 0 против Ел Арабија. У фебруару 2019. године, изјавио је да хоће да игра још једну сезону, а крајем мјесеца постигао је једини гол у поразу 3 : 1 на гостовању од Ел Кора. На дан 13. априла, постигао је гол у поразу 4 : 3 од Eл Рајана у последњем, 22. колу; клуб је сезону завршио на претпоследњем мјесту на табели, са четири побједе и бод испред последњепласираног Ел Каратијата који је испао из лиге.
За клуб је постигао шест голова на 17 утакмица, а 7. септембра 2019. године објавио је да завршава каријеру. У каријери је постигао 359 голова и уписао 116 асистенција на 718 утакмица и освојио је 18 трофеја.

## Репрезентативна каријера
За млађе категорије почео је да игра са 13 година, а касније је прешао у јуниоре, гдје је на својој првој утакмици постигао оба гола у поразу 3 : 2  од Обале Слоноваче.
За сениорску репрезентацију Камеруна дебитовао је 9. марта 1997. године, дан прије 16 рођендана, у поразу 5 : 0 од Костарике у пријатељској утакмици. Уврштен је на списак играча за Свјетско првенство 1998. гдје је био најмлађи фудбалер, а са 17 година, три мјесеца и седам дана, постао је други најмлађи играч који је икада наступио на Свјетском првенству, након Нормана Вајтсајда 1982. Дебитовао је у поразу 3 : 0 од Италије у групној фази, када је ушао у игру у другом полувремену умјесто Патрика Мбома. Први гол постигао је на Афричком купу нација 2000. у побједи од 3 : 0 против Обале Слоноваче у трећем колу групне фазе. У четвртфиналу, постигао је водећи гол у побједи од 2 : 1 против Алжира, након чега је постигао гол и у полуфиналу, у побједи од 3 : 0 против Туниса. У финалу, постигао је гол против Нигерије за реми 2 : 2, након чега је Камерун побиједио 4 : 3 на пенале, освојивши такмичење по трећи пут. Касније током године, био је члан тима на Олимпијским играма, гдје је постигао гол за изједначење и реми 2 : 2 против Шпаније у финалу, након што је Шпанија водила 2 : 0. Постигао је гол у пенал серији, Камерун је побиједио 5 : 3 и по први пут у историји је освојио златну медаљу на Олимпијским играма.
Године 2001. играо је са репрезентацијом на Купу конфедерација, на који се Камерун квалификовао као првак Африке. Играо је на све три утакмице групне фазе али није постигао гол. Камерун је изгубио на прве двије утакмице по 2 : 0 од Бразила и Јапана, док је у последњем колу побиједио Канаду 2 : 0 и испао је у групној фази. На Афричком купу нација 2002, постигао је гол у побједи од 3 : 0 против Тогоа у трећем колу групне фазе, након чега је Камерун у четвртфиналу побиједио Египат 1 : 0. У полуфиналу, играо је до 90. минута када је умјесто њега ушао Ерик Ђемба Ђемба, а Камерун је побиједио Мали 3 : 0 и пласирао се у финале. У финалу 10. фебруара, Камерун је побиједио Сенегал 3 : 2 на пенале и освојио такмичење други пут заредом. Касније током године, нашао се у тиму за Свјетско првенство 2002. На дан 6. јуна, постигао је гол за побједу од 1 : 0 против Саудијске Арабије, што му је био први гол на Свјетском првенству. Након пораза 2 : 0 од Њемачке и ремија 1 : 1 против Републике Ирске, Камерун је завршио на трећем мјесту у групи са четири бода и испао је.
Године 2003. учествовао је са репрезентацијом на Купу конфедерација другу годину заредом, на који се Камерун квалификовао као првак Африке. У првом колу, постигао је гол за побједу од 1 : 0 против Бразила, а након побједе 1 : 0 против Турске и ремија 0 : 0 против Сједињених Америчких Држава, Камерун се пласирао у полуфинале са првог мјеста. У полуфиналу није играо јер је добио дозволу да се врати у Шпанију како би играо у финалу Купа краља са Мајорком 28. јуна. Након што је помогао клубу да освоји Куп, вратио се у репрезентацију и дан касније је играо у финалу Купа конфедерација, али је Француска побиједила 1 : 0 након продужетака. За репрезентацију није играо до Афричког купа нација 2004. гдје се Камерун са два ремија и побједом против Зимбабвеа пласирао у четвртфинале. У четвртфиналу, постигао је гол у поразу 2 : 1 од Нигерије, чиме је прекинуо низ од шест утакмица без гола. У квалификацијама за Свјетско првенство 2006. постигао је четири гола, а Камерун је пред последње коло био први на табели, бод испред Обале Слоноваче. У последњем колу, Камерун је играо кући против Египта и ремизирао 1 : 1, док је Обала Слоноваче играла у гостима против Судана и побједом 3 : 1 пласирала се на Свјетско првенство први пут у историји. При резултату 1 : 1, Камерун је имао пенал у 94. минуту, који је шутирао Пјер Воме и промашио. Ето је за шпанске медије изјавио да се он спремао да узме лопту, али му је Воме рекао да има самопоуздања и да сматра да ће дати гол; Воме је изјавио да то није истина, већ да ни Ето ни Ригобер Сонг нису хтјели да шутирају пенал јер су знали шта ће се десити ако га промаше и да је он имао храбрости да преузме одговорност.
На Афричком купу нација 2006. постигао је хет-трик у побједи од 3 : 1 против Анголе у првом колу, након чега је постигао по гол у побједи од 2 : 0 против Тогоа у другом колу, као и у побједи од 2 : 0 против Демократске Републике Конго у трећем колу. У четвртфиналу је Камерун играо против Обале Слоноваче; утакмица је завршена неријешено и изводили су се једанаестерци. Погодио је у првој серији, а након што су сви играчи постигли голове, поново су шутирали испочетка; промашио је у новом извођењу, док је Дрогба дао гол и Обала Слоноваче је побиједила 12 : 11 и пласирала се у полуфинале. Прије утакмице, пропустио је тренинг тима и отишао је у Того на церемонију додјеле награде за Афричког фудбалера године, коју је освојио трећи пут заредом. Такмичење је завршио као најбољи стријелац, са пет голова. На Афричком купу нација 2008. постигао је оба гола у поразу 4 : 2 од Египта у првом колу групне фазе, након чега је постигао гол из пенала у побједи од 5 : 1 против Замбије, што му је био 14 гол у такмичењу укупно, чиме се изједначио са Лораном Покуом на првом мјесту листе стријелаца. Четири дана касније, 30. јануара, постигао је гол из пенала у 27. минуту против Судана, чиме је постао најбољи стријелац Афричког купа нација свих времена. Постигао је гол и у 90. минуту, у побједи од 3 : 0, чиме је дошао до 16 голова у такмичењу. Завршио је као најбољи стријелац такмичења други пут заредом, са пет голова, док је Камерун дошао до финала, гдје је изгубио 1 : 0 од Египта.
На дан 1. јуна 2008. године, ударио је главом новинара Филипеа Бонија на конференцији за новинаре, за шта се касније извинио и понудио се да плати болничке трошкове за Бонија, који је претрпио повреду главе. На дан 21. јуна, постигао је оба гола у побједи од 2 : 1 против Танзаније у квалификацијама за Свјетско првенство 2010. након чега је два гола постигао и у октобру, у побједи од 5 : 0 против Маурицијуса. Квалификације је завршио са девет голова, по чему је био на другом мјесту листе стријелаца, иза Мумунија Дагана из Буркине Фасо са 12 голова. Камерун је завршио на првом мјесту у групи и пласирао се на првенство. Након што се репрезентација квалификовала, поклонио је сваком од 22 саиграча по сат од свог бренда Eto'o World, који коштају око 33 хиљаде евра по један. На дан 12. августа 2009. године, на пријатељској утакмици против Аустрије по први пут је био капитен репрезентације, док је бивши капитен — Ригобер Сонг, изостављен из стартне поставе први пут након десет година. Прије почетка првенства, Роже Мила је критиковао и њега и селектора. На дан 19. јуна, постигао је гол за вођство против Данске у другом колу групне фазе Свјетског првенства, након чега су Никлас Бентнер и Денис Ромедал дали голове за побједу Данске 2 : 1. Пет дана касније, постигао је гол у поразу 2 : 1 од Холандије, за коју су голове дали Робин ван Перси и Клас Јан Хунтелар, а Камерун је завршио на последњем мјесту у групи, са сва три пораза.
У августу 2010. године, постигао је два гола у побједи од 3 : 0 против Пољске у пријатељској утакмици, а затим је постигао два гола у побједи од 3 : 1 на гостовању против Маурицијуса у квалификацијама за Афрички куп нација 2012. у септембру, чиме је стигао до шест голова на четири узастопне утакмице, што је била његова најбоља серија након 2000. године. Прије утакмице против Сенегала 4. јуна 2011. године, одбио је да тренира јер Александре Сонг није хтио да му пружи руку. На утакмици, промашио је пенал у 87. минуту у ремију 0 : 0, након чега је Камерун имао мало шанси за пласман на такмичење, а широм државе избили су немири. На конференцији за новинаре послије утакмице, критиковао је селектора Хавијера Клементеа, због тога што је увео одбрамбене играче Анрија Бедимоа и Орелијена Чеџуа умјесто играча средине терена Ландрија Нжема и нападача Ерика Шупо Мотинга, сматрајући да су морали да наставе да нападају у тренутку када су доминирали. На дан 3. септембра 2011. постигао је гол у побједи од 5 : 0 против Маурицијуса у квалификацијама, док је мјесец дана касније постигао гол у побједи од 3 : 2 на гостовању против ДР Конга у последњем колу, али је Камерун завршио на другом мјесту у квалификационој групи, иза Сенегала и није се пласирао на Афрички куп нација.
На дан 16. децембра 2011. године, суспендован је на 15 утакмица од стране Фудбалског савеза Камеруна због своје улоге у штрајку играча, који су због неисплаћених бонуса одбили да играју пријатељску утакмицу против Алжира у новембру. Казна је у јануару 2012. године смањена на осам мјесеци, што је значило да ће пропустити четири такмичарске утакмице. Казна је смањена након што је предсједник Камеруна — Пол Бија, тражио од званичника савеза да преиспитају одлуку. На дан 22. августа, позван је за прву утакмицу трећег круга квалификација за Афрички куп нација 2013. против Зеленортских Острва, али је пет дана касније објавио да неће играти у знак протеста због аматеризма и лошег управљања репрезентацијом; Камерун је изгубио 2 : 0. Након што је премијер Филемон Јанг интервенисао, пристао је да игра у реванш утакмици. Камерун је побиједио 2 : 1, али није успио да се пласира на Афрички куп нација други пут заредом.
На дан 23. марта 2013. године, постигао је два гола у побједи од 3 : 1 против Тогоа у квалификацијама за Свјетско првенство 2014. године, што су му били први голови за репрезентацију након 16 мјесеци. На дан 8. септембра 2013. године, објавио је да се повлачи из репрезентације након побједе од 1 : 0 против Либије. Мјесец дана касније, изјавио је да је преиспитао своју одлуку и да ће наставити да игра. У новембру 2013. године, био је капитен репрезентације у побједи против Туниса од 4 : 1, чиме се Камерун пласирао на Свјетско првенство послије ремија 0 : 0 у првој утакмици. У јуну 2014. године, нашао се у саставу тима за првенство, чиме је постао трећи фудбалер из Африке који је наступио на четири Свјетска првенства, након Жака Сонгоа и Ригобера Сонга. На дан 1. јуна, постигао је гол у ремију 2 : 2 против Њемачке у пријатељској утакмици. На Свјетском првенству, због повреде кољена играо је само против Мексика, на утакмици коју је Камерун изгубио 1 : 0 и завршио је на последњем мјесту у групи, са сва три пораза.
Након што је прешао у Евертон, 27. августа 2014. године, објавио је да завршава репрезентативну каријеру. Повукао се из репрезентације као најбољи стријелац са 56 голова и као други играч са највише одиграних утакмица са 116, иза Ригобера Сонга са 137.

## Стил игре
Био је познат по својој издржљивости, брзини, способности у ваздуху и прецизној завршници и главом и ногама, као брз, снажан и енергичан нападач. Као голгетер са добром техником, смиреношћу испред гола и способношћу да игра против других нападача, првенствено је играо као централни нападач, иако је могао да игра и на другим позицијама, у зависности од потреба тима; током боравка у Интеру, под вођством тренера Жозеа Мориња, играо је углавном као други нападач иза Дијега Милита, а као свестран играч, током сезоне 2009/10. играо је и на позицији крилног нападача или као офанзивни везни на лијевом крилу у формацији 4–2–3–1, гдје су му примарни задаци били да креативно и дефанзивно помогне свом тиму са својом игром и повезивањем одбране и напада, као и својим кретањем без лопте, због чега се често враћао назад. Током реванш утакмице полуфинала Лиге шампиона против свог бившег клуба Барселоне, играо је као импровизовани нападачки десни бек или као крилни бек након што је Тијаго Мота добио црвени картон. Такође је био познат по свом вођству, опортунизму и менталитету током каријере.
На свом врхунцу, од стране стручњака означен је као један од најбољих нападача на свијету. Најтрофејнији је афрички фудбалер, а сматра се и једним од најбољих афричких фудбалера свих времена. Често га сврставају међу три најбоља афричка нападача икада, поред Џорџа Веа и Дидјеа Дрогбе. Године 2021. проглашен је за најбољег Афричког фудбалера свих времена заједно са Веом, а испред Миле и Дрогбе по избору часописа . Током периода који је провео играјући за Барселону, постао је афрички фудбалер са највише наступа и највише голова у Ла Лиги, као и афрички фудбалер са највише постигнутих голова у пет најјачих европских лига. Упркос томе што је изгубио дио своје брзине током година, наставио је да одржава високу стопу постизања голова као нападач, због своје способности да уђе у добре позиције и правовременог трчања у нападима, што показује његов гол у поразу 6 : 3 од Челсија 30. августа 2014. године, када је играо за Евертон. Поред брзине и постизања голова, такође је био познат по свом првом додиру, доброј контроли лопте и способности додавања када је играо на врхунцу. И у поодмаклој доби је задржао своје вјештине дриблинга у каснијој каријери, које је користио као своју предност да побиједи одбрамбене играче и асистира или ствара шансе за саиграче.
Средином тридесетих, у своју прославу голова укључио је рутину „старца“ као одговор на подсмјехе Жозеа Мориња о томе да је престар, приликом чега се сагнуо и почео полако да хода са замишљеним штапом. Прослава је била укључена у игру FIFA 18, из серијала видео игара FIFA, компаније EA Sports.

## Предсједник Фудбалског савеза Камеруна
Почетком септембра 2021. године, званично је објавио кандидатуру за функцију предсједника Фудбалског савеза Камеруна. Изборна комисија Фудбалског савеза је у августу објавила да држављани са двојним држављанством неће имати право да се кандидују, али је његова кандидатура ипак прихваћена и био је један од четири кандидата на изборима 11. децембра 2021. године. Освојио је 43 гласа и побиједио је свог главног противника Сејдуа Мбомба Нџоја који је добио 31 глас и постао је нови предсједник савеза.
Послије гласања, изјавио је: „данашњи дан памтићу као један од најпоноснијих тренутака у свом животу. Дубоко сам захвалан што сам изабран за новог предсједника Фудбалског савеза.“ На функцију је ступио 17. јануара 2022. током церемоније примопредаје између Нџоја и њега.

## Приватни живот
Рођен је у Нкону, предграђу главног града Јаундеа, гдје је са породицом живио у једном од најсиромашнијих дјелова града, у округу Мвог ада. Породица се преселила у Дуалу, највећи град у Камеруну када је био мали. Има двојицу млађе браће: Давида и Етијена, који су такође фудбалери, као и три сестре: Мадо, Сидолин и Полин. Са дугогодишњом дјевојком Џорџет оженио се 6. јула 2007. године и са њом има три ћерке: Сијену, Лин и Меле. Укупно има шесторо признате дјеце са четири различите жене; поред три ћерке са супругом, има ћерку Ени са италијанском фризерком Аном Баранка, ћерку са Францускињом, као и сина Етјена са Маријом Пинеда са Мајорке. Године 2022. суд у Мадриду је пресудио да је он отац Ерике Ниевес, која је рођена у Мадриду 1999. године, а чија мајка је поднијела тужбу 2018, али је одбио да је призна. Ерика је изјавила да би вољела да успостави везу са њим, како би могла да упозна брата и сестре, али да се плаши одбијања. Његов син Етјен је такође фудбалер и потписао је први професионални уговор 2022. са Виторијом Гимараис. У октобру 2007. године, добио је шпанско држављанство. Изјавио је да навија за Париз Сен Жермен, као и да је Луис Арагонес, који га је тренирао у Мајорци током 2003. и 2004. године, најбољи тренер са којим је радио.
Године 2014. добио је орден заслуга за Републику Дагестан у периоду када је играо за Анжи, након чега је у марту 2015. добио европску медаљу за толеранцију од стране Европског савјета за толеранцију и помирење, због борбе против расизма. У новембру је постављен за поглавицу поглаварства Кафу Булом у Сијера Леонеу, гдје је био кад је учествовао у програмима Фифиних 11 за здравље и Фифиних 11 против еболе, док је 2016. проглашен за почасног грађанина Анталије. У октобру 2018. подржао је кандидатуру Пола Бије за предсједника Камеруна, који се кандидовао за седми узастопни мандат, а његова подршка изазвала је велике критике јавности. На дан 9. новембра 2020. године, доживио је саобраћајну несрећу, када се његов аутомобил сударио са аутобусом. Објављено је да није био повријеђен, док је возача аутобуса ухапсила полиција након што је покушао да побјегне.
Године 2021. добио је почасни докторат лионске пословне школе, као и награду веб самита за иновације у спорту за промоцију фудбала у Африци и на терену и ван њега. Крајем године је објављено да дугује шпанским јавним финансијама 980.000 евра пореза на приходе за права на свој имиџ током боравка у Барселони. Суд га је 2022. године осудио на 22 мјесеца условно због утаје пореза, као и на новчану казну од четири милиона евра.
Био је амбасадор Свјетског првенства 2022. гдје је постављен током 2018. године, када је прешао у СК Катар. На првенство је дошао као амбасадор и предсједник Фудбалског савеза Камеруна, изјавивши да ће Камерун да освоји првенство. Након побједе Бразила над Јужном Корејом у осмини финала, снимљен је како удара ногом у главу алжирског јутјубера, за кога је навео да га је провоцирао. Неколико дана касније се извинио, изјавивши да је трпио непрестане провокације и оптужбе за варање од стране појединих навијача Алжира након што их је Камерун побиједио у квалификацијама за Свјетско првенство. Медији су објавили да га је јутјубер питао шта мисли о судији Бакарију Гасами, за којег су раније објавили да му је Ето нудио мито.

### Расизам
Током каријере, често су га на расној основи вријеђали навијачи противничког тима на утакмицама које је играо у гостима. Један је од неколико играча који су хтјели да напусте терен након увреда, док је тренер Јирген Клоп изјавио да би повукао цијели тим са терена.
Током 2004. године, навијачи Албасетеа су га вријеђали на расној основи, због чега су двојица навијача приведена и кажњена са забраном доласка на спортска игралишта од пет мјесеци, након што су их остали навијачи идентификовали полицији. У фебруару 2005. године, током утакмице против Реал Сарагосе у гостима, навијачи су га вријеђали и испуштали мајмунске крике кад год је узео лопту. Судија Фернандо Кармона Мендез није написао ништа о томе у свом извјештају, написавши да је понашање навијача било нормално, а клуб је кажњен са 600 евра. На гостовању против Реал Сарагосе у фебруару 2006. године, навијачи су га поново вријеђали и испуштали мајмунске крике, због чега је хтио да напусти терен говорећи да је било доста и да не може то више да трпи; саиграчи и играчи Реал Сарагосе, као и судија убјеђивали су га остане а на крају је наставио да игра након разговора са Рајкардом. Судија је у извјештају написао да је Ето био мета навијача који су га вријеђали током цијеле утакмице, а Фудбалски савез је казнио Сарагосу са 6.000 фунти, односно 9.000 евра, што је била до тада највећа изречена казна у шпанском фудбалу. Након казне, изјавио је да сматра да то није довољно и да стадион Ла Ромареда треба да буде затворен најмање годину дана.
Због учесталог вријеђања на расној основи у Шпанији, престао је да води породицу на утакмице, изјавивши: „то је нешто што је утицало на мене лично. Мислим да играчи, вође и медији морају да удруже снаге како се нико не би осјећао омаловаженим због боје коже. У овом тренутку више волим да моја дјеца не иду на фудбалске утакмице. На трибинама морају да слушају ствари које је дјетету тешко објаснити. Боље је да нису изложени томе.“
Док је играо у Интеру, на утакмици против Каљарија у оквиру Серије А 17. октобра 2010. године, судија Паоло Таљавенто је прекинуо утакмицу у трећем минуту како би упозорио навијаче Каљарија који су узвикивали расистичке поруке Етоу. Када је утакмица настављена, публика је пјевала гласно како се не би чули расистички повици и утакмица била прекинута. Постигао је гол у 39. минуту и Интер је побиједио 1 : 0.

## Ван фудбала

### Спонзори
Спонзори су му произвођач спортске опреме Puma, модна компанија Versace чију су одјећу носили он и његова супруга на Канском филмском фестивалу 2011. године, произвођач пића Guinness, као и телефонска компанија Orange.
У децембру 2011. покренуо је сопствену мобилну мрежу под називом Set Mobile у Камеруну, са планом да покрије цијели афрички континент.
Учествовао је у неколико реклама у Шпанији, Италији, Русији и Африци, а био је на насловној страни неколико познатих часописа као што су Rolling Stone, Vanity Fair и Forbes.

### Добротворни рад
У марту 2006. године основао је фондацију Самјуел Ето, као непрофитну организацију чије су активности углавном усмјерене у западној Африци. Истакао је да му је циљ да заштити дјецу и младе, пружајући им хитну помоћ и подстичући образовање, здравство и социјалну интеграцију за најугроженије, како би им се помогло да имају бољу будућност.
У знак захвалности за фондацију коју је отворио за дјецу из свог родног Камеруна, 21. марта 2010. године је добио Алтропалоне у простору Обердан у Милану. Покренуо је школу фудбала Фундеспорт у склопу које је отворио четири тренинг центра за младе у Камеруну и један у Либертивилу, главном граду Габона. Неколико младих играча који су прошли кроз његову школу у Камеруну, као што су Лионел Енжен, Жан Мари Донгу и Гаел Еток, придружили су се Ла Масији, тренинг центру Барселоне, док је Фабрис Олинга, који је постао репрезентативац Камеруна са 16 година, такође прошао кроз Фундеспорт. У сарадњи са рукометним клубом Атлетико Мадрид отворена је секција за женски рукомет. Истакао је да је циљ школе и фондације коришћење спорта као средства за јачање интеграције ментално хендикепиране дјеце.
Од 2008. године, његова фондација сваке године додјељује 80 стипендија по 200 долара најбољим студентима Универзитета Јаунде 2, а 2010. године донирао је рачунарску опрему за школе.
Преко фондације је отворио пет сиротишта у Камеруну, а 2008. године, у сарадњи са фондацијом Алек из Барселоне, обезбијеђен је превоз и медицинска помоћ за дјецу из Камеруна старости између 1 и 14 година, која пате од болести које је тешко лијечити у земљи.
У јулу 2016. године, за прославу десете годишњице оснивања фондације, организовао је добротворну утакмицу у чему је битну улогу имао амерички агент и менаџер Кис Левреј. Утакмица је играна у Турској, а поред њега играли су још и Лионел Меси, Еден Азар, Микаел Есјен, Џеј Џеј Окоча, Карлес Пујол, Арда Туран, Дејвид Џејмс, Коло Туре, Луј Саха, Марсел Десаили и Нванко Кану. Године 2017. у потпуности је финансирао изградњу дјечијег павиљона у оквиру болнице Лаквинтин у Дуали, који је назван Павиљон Самјуел Ето.
У априлу 2020. донирао је здравствене комплете и храну за 50.000 домаћинстава из најсиромашнијих слојева у Дуали, Буеу, Јаундеу и Бафусаму, како би помогао у борби против пандемије ковида 19, а такође је донирао 22.000 маски за лице мотоциклистима и такси возачима. У априлу 2021. године, донирао је десет возила хитне помоћи различитим болничким структурама у својој земљи. У мају 2022. године, организовао је хуманитарну утакмицу на стадиону Сан Сиро, у којој су учествовали још и Меси, Весли Снајдер, Андриј Шевченко, Лилијан Тирам, Кларенс Седорф и Андреа Пирло.

## Статистика каријере

### Клубови
Извор:
| Клуб                | Сезона               | Лига                 | Лига   | Лига | Куп    | Куп  | Лига куп | Лига куп | Континентално | Континентално | Остало | Остало | Укупно | Укупно |
| Клуб                | Сезона               | Лига                 | Утакм. | Гол. | Утакм. | Гол. | Утакм.   | Гол.     | Утакм.        | Гол.          | Утакм. | Гол.   | Утакм. | Гол.   |
| ------------------- | -------------------- | -------------------- | ------ | ---- | ------ | ---- | -------- | -------- | ------------- | ------------- | ------ | ------ | ------ | ------ |
| Леганес (позајмица) | 1997/98.             | Друга лига Шпаније   | 28     | 3    | 2      | 1    | —        | —        | 0             | 0             | —      | —      | 30     | 4      |
| Реал Мадрид         | 1998/99.             | Ла лига              | 1      | 0    | 0      | 0    | —        | —        | 0             | 0             | —      | —      | 1      | 0      |
| Реал Мадрид         | 1999/00.             | Ла лига              | 2      | 0    | 0      | 0    | —        | —        | 3             | 0             | 1      | 0      | 6      | 0      |
| Реал Мадрид         | Укупно               | Укупно               | 3      | 0    | 0      | 0    | 0        | 0        | 3             | 0             | 1      | 0      | 7      | 0      |
| Еспањол (позајмица) | 1998/99.             | Ла лига              | 0      | 0    | 1      | 0    | —        | —        | 0             | 0             | —      | —      | 1      | 0      |
| Мајорка             | 1999/00. (позајмица) | Ла лига              | 13     | 6    | 0      | 0    | —        | —        | —             | —             | —      | —      | 13     | 6      |
| Мајорка             | 2000/01.             | Ла лига              | 28     | 11   | 5      | 2    | —        | —        | —             | —             | —      | —      | 33     | 13     |
| Мајорка             | 2001/02.             | Ла лига              | 30     | 6    | 1      | 1    | —        | —        | 9             | 3             | —      | —      | 40     | 10     |
| Мајорка             | 2002/03.             | Ла лига              | 30     | 14   | 6      | 5    | —        | —        | 0             | 0             | —      | —      | 36     | 19     |
| Мајорка             | 2003/04.             | Ла лига              | 32     | 17   | 2      | 0    | —        | —        | 7             | 4             | 2      | 1      | 43     | 22     |
| Мајорка             | Укупно               | Укупно               | 133    | 54   | 14     | 8    | 0        | 0        | 16            | 7             | 2      | 1      | 165    | 70     |
| Барселона           | 2004/05.             | Ла лига              | 37     | 25   | 1      | 0    | —        | —        | 7             | 4             | —      | —      | 45     | 29     |
| Барселона           | 2005/06.             | Ла лига              | 34     | 26   | 0      | 0    | —        | —        | 11            | 6             | 2      | 2      | 47     | 34     |
| Барселона           | 2006/07.             | Ла лига              | 19     | 11   | 2      | 1    | —        | —        | 3             | 1             | 3      | 0      | 27     | 13     |
| Барселона           | 2007/08.             | Ла лига              | 18     | 16   | 3      | 1    | —        | —        | 7             | 1             | —      | —      | 28     | 18     |
| Барселона           | 2008/09.             | Ла лига              | 36     | 30   | 4      | 0    | —        | —        | 12            | 6             | —      | —      | 52     | 36     |
| Барселона           | Укупно               | Укупно               | 144    | 108  | 10     | 2    | 0        | 0        | 40            | 18            | 5      | 2      | 199    | 130    |
| Интер               | 2009/10.             | Серија А             | 32     | 12   | 2      | 1    | —        | —        | 13            | 2             | 1      | 1      | 48     | 16     |
| Интер               | 2010/11.             | Серија А             | 35     | 21   | 4      | 5    | —        | —        | 10            | 8             | 4      | 3      | 53     | 37     |
| Интер               | 2011/12.             | Серија А             | 0      | 0    | 0      | 0    | —        | —        | 0             | 0             | 1      | 0      | 1      | 0      |
| Интер               | Укупно               | Укупно               | 67     | 33   | 6      | 6    | 0        | 0        | 23            | 10            | 6      | 4      | 102    | 53     |
| Анжи                | 2011/12.             | Премијер лига Русије | 22     | 13   | 1      | 0    | —        | —        | 0             | 0             | —      | —      | 23     | 13     |
| Анжи                | 2012/13.             | Премијер лига Русије | 25     | 10   | 3      | 2    | —        | —        | 16            | 9             | —      | —      | 44     | 21     |
| Анжи                | 2013/14.             | Премијер лига Русије | 6      | 2    | 0      | 0    | —        | —        | 0             | 0             | —      | —      | 6      | 2      |
| Анжи                | Укупно               | Укупно               | 53     | 25   | 4      | 2    | 0        | 0        | 16            | 9             | —      | —      | 73     | 36     |
| Челси               | 2013/14.             | Премијер лига        | 21     | 9    | 3      | 0    | 2        | 0        | 9             | 3             | —      | —      | 35     | 12     |
| Евертон             | 2014/15.             | Премијер лига        | 14     | 3    | 1      | 0    | 1        | 0        | 4             | 1             | —      | —      | 20     | 4      |
| Сампдорија          | 2014/15.             | Серија А             | 18     | 2    | —      | —    | —        | —        | —             | —             | —      | —      | 18     | 2      |
| Анталјасппр         | 2015/16.             | Суперлига Турске     | 31     | 20   | 1      | 0    | —        | —        | —             | —             | —      | —      | 32     | 20     |
| Анталјасппр         | 2016/17.             | Суперлига Турске     | 30     | 18   | 0      | 0    | 0        | 0        | —             | —             | —      | —      | 30     | 18     |
| Анталјасппр         | 2017/18.             | Суперлига Турске     | 15     | 6    | 0      | 0    | —        | —        | —             | —             | —      | —      | 15     | 6      |
| Анталјасппр         | Укупно               | Укупно               | 76     | 44   | 1      | 0    | 0        | 0        | —             | —             | —      | —      | 77     | 44     |
| Конјаспор           | 2017/18.             | Суперлига Турске     | 13     | 6    | 1      | 0    | —        | —        | —             | —             | —      | —      | 18     | 6      |
| Катар СК            | 2018/19.             | Прва лига Катара     | 17     | 6    | 3      | 3    | —        | —        | —             | —             | 3      | 1      | 23     | 10     |
| Укупно у каријери   | Укупно у каријери    | Укупно у каријери    | 587    | 293  | 46     | 22   | 3        | 0        | 111           | 48            | 17     | 8      | 764    | 371    |

1. ↑  Укључује Куп Шпаније, Куп Италије, Куп Русије, ФА куп, Куп Турске и Куп Катара
2. ↑  Укључује Лига куп Енглеске
3. ↑  Наступ на Свјетском клупском првенству
4. 1 2  Наступи у Суперкупу Шпаније
5. ↑  Два наступа у Суперкупу Шпаније, један наступ у УЕФА суперкупу
6. 1 2  Наступ у Суперкупу Италије
7. ↑  Један наступ и два гола у Суперкупу Италије, један наступ у УЕФА суперкупу, два наступа и један гол на Свјетском клупском првенству
8. ↑  Наступи у плеј-офу за опстанак и у Купу Емира Катара

### Репрезентација
| Репрезентација | Година | Наступи | Голови |
| -------------- | ------ | ------- | ------ |
| Камерун        | 1997.  | 3       | 0      |
| Камерун        | 1998.  | 5       | 0      |
| Камерун        | 1999.  | 1       | 0      |
| Камерун        | 2000.  | 9       | 5      |
| Камерун        | 2001.  | 9       | 2      |
| Камерун        | 2002.  | 13      | 5      |
| Камерун        | 2003.  | 7       | 2      |
| Камерун        | 2004.  | 9       | 4      |
| Камерун        | 2005.  | 6       | 1      |
| Камерун        | 2006.  | 5       | 5      |
| Камерун        | 2007.  | 3       | 1      |
| Камерун        | 2008.  | 11      | 11     |
| Камерун        | 2009.  | 8       | 5      |
| Камерун        | 2010.  | 12      | 8      |
| Камерун        | 2011.  | 9       | 4      |
| Камерун        | 2012.  | 2       | 0      |
| Камерун        | 2013.  | 4       | 2      |
| Камерун        | 2014.  | 3       | 1      |
| Укупно         | Укупно | 118     | 56     |

### Голови за репрезентацију
Извор
| ‡ | Гол из пенала |

| Број | Наступ | Датум              | Стадион                                                        | Противник      | Гол за | Коначан резултат | Такмичење                                 |
| ---- | ------ | ------------------ | -------------------------------------------------------------- | -------------- | ------ | ---------------- | ----------------------------------------- |
| 1.   | 13     | 28. јануар 2000.   | Спортски стадион у Акри, Акра, Гана                            | О. Слоноваче   | 2 : 0  | 3 : 0            | Афрички куп нација 2000.                  |
| 2.   | 14     | 6. фебруар 2000.   | Спортски стадион у Акри, Акра, Гана                            | Алжир          | 1 : 0  | 2 : 1            | Афрички куп нација 2000.                  |
| 3.   | 15     | 10. фебруар 2000.  | Спортски стадион у Акри, Акра, Гана                            | Тунис          | 2 : 0  | 3 : 0            | Афрички куп нација 2000.                  |
| 4.   | 16     | 13. фебруар 2000.  | Спортски стадион у Акри, Акра, Гана                            | Нигерија       | 1 : 0  | 2 : 2            | Афрички куп нација 2000.                  |
| 5.   | 17     | 19. април 2000.    | Стадион Ахмаду Ахиџо, Јаунде, Камерун                          | Сомалија       | 3 : 0  | 3 : 0            | квалификације за Свјетско првенство 2002. |
| 6.   | 20     | 28. јануар 2001.   | Стадион Кегу, Ломе, Того                                       | Того           | 1 : 0  | 2 : 0            | квалификације за Свјетско првенство 2002. |
| 7.   | 26     | 1. јул 2001.       | Стадион Ахмаду Ахиџо, Јаунде, Камерун                          | 1 : 0          | 2 : 0  |                  | квалификације за Свјетско првенство 2002. |
| 8.   | 28     | 7. јануар 2002.    | Стадион Ахмаду Ахиџо, Јаунде, Камерун                          | Буркина Фасо   | 1 : 0  | 3 : 1            | Пријатељска                               |
| 9.   | 31     | 29. јануар 2002.   | Стадион Бабемба Траоре, Сикасо, Мали                           | Того           | 2 : 0  | 3 : 0            | Афрички куп нација 2002.                  |
| 10.  | 35     | 27. март 2002.     | Стадион Женева, Женева, Швајцарска                             | Аргентина      | 1 : 1  | 2 : 2            | Пријатељска                               |
| 11.  | 37     | 26. мај 2002.      | Стадион Мисаки Парк, Кобе, Јапан                               | Енглеска       | 1 : 0  | 2 : 2            | Пријатељска                               |
| 12.  | 39     | 6. јун 2002.       | Стадион Саитама, Саитама, Јапан                                | С. Арабија     | 1 : 0  | 1 : 0            | Свјетско првенство 2002.                  |
| 13.  | 42     | 27. март 2003.     | Олимпијски стадион Радес, Тунис, Тунис                         | Мадагаскар     | 2 : 0  | 2 : 0            | Турнир у Тунису                           |
| 14.  | 44     | 19. јун 2003.      | Стад де Франс, Сен Дени, Француска                             | Бразил         | 1 : 0  | 1 : 0            | Куп конфедерација 2003.                   |
| 15.  | 51     | 8. фебруар 2004.   | Стадион Мустафа Бен Џанет, Монастир, Тунис                     | Нигерија       | 1 : 2  | 1 : 2            | Афрички куп нација 2004.                  |
| 16.  | 52     | 6. јун 2004.       | Стадион Ахмаду Ахиџо, Јаунде, Камерун                          | Бенин          | 1 : 1  | 2 : 1            | квалификације за Свјетско првенство 2006. |
| 17.  | 54     | 4. 7. 2004.        | Стадион Ахмаду Ахиџо, Јаунде, Камерун                          | О. Слоноваче   | 1 : 0  | 2 : 0            | квалификације за Свјетско првенство 2006. |
| 18.  | 55     | 5. септембар 2004. | Стадион Осман Ахмед Осман, Каиро, Египат                       | Египат         | 2 : 3  | 2 : 3            | квалификације за Свјетско првенство 2006. |
| 19.  | 59     | 4. јун 2005.       | Стадион дел Амитије, Котону, Бенин                             | Бенин          | 4 : 0  | 4 : 1            | квалификације за Свјетско првенство 2006. |
| 20.  | 63     | 21. јануар 2006.   | Стадион Војне академије, Каиро, Египат                         | Ангола         | 1 : 0  | 3 : 1            | Афрички куп нација 2006.                  |
| 21.  | 63     | 21. јануар 2006.   | Стадион Војне академије, Каиро, Египат                         | Ангола         | 2 : 1  | 3 : 1            | Афрички куп нација 2006.                  |
| 22.  | 63     | 21. јануар 2006.   | Стадион Војне академије, Каиро, Египат                         | Ангола         | 3 : 1  | 3 : 1            | Афрички куп нација 2006.                  |
| 23.  | 64     | 25. јануар 2006.   | Стадион Војне академије, Каиро, Египат                         | Того           | 1 : 0  | 2 : 0            | Афрички куп нација 2006.                  |
| 24.  | 65     | 29. јануар 2006.   | Стадион Војне академије, Каиро, Египат                         | ДР Конго       | 2 : 0  | 2 : 0            | Афрички куп нација 2006.                  |
| 25.  | 69     | 3. јун 2007.       | Стадион Антонет Тубман, Монровија, Либерија                    | Либерија       | 2 : 0  | 2 : 1            | Квалификације за Афрички куп нација 2008. |
| 26.  | 71     | 22. јануар 2008.   | Стадион Баба Јара, Кумаси, Гана                                | Египат         | 1 : 3  | 2 : 4            | Афрички куп нација 2008.                  |
| 27.  | 71     | 22. јануар 2008.   | Стадион Баба Јара, Кумаси, Гана                                | Египат         | 2 : 4  | 2 : 4            | Афрички куп нација 2008.                  |
| 28.  | 72     | 26. јануар 2008.   | Стадион Баба Јара, Кумаси, Гана                                | Замбија        | 4 : 0  | 5 : 1            | Афрички куп нација 2008.                  |
| 29.  | 73     | 30. јануар 2008.   | Стадион Тамале, Тамале, Гана                                   | Судан          | 1 : 0  | 3 : 0            | Афрички куп нација 2008.                  |
| 30.  | 73     | 30. јануар 2008.   | Стадион Тамале, Тамале, Гана                                   | Судан          | 3 : 0  | 3 : 0            | Афрички куп нација 2008.                  |
| 31.  | 77     | 31. мај 2008.      | Стадион Ахмаду Ахиџо, Јаунде, Камерун                          | Зеленортска О. | 2 : 0  | 2 : 0            | квалификације за Свјетско првенство 2010. |
| 32.  | 78     | 8. јун 2008.       | Стадион Џорџ пети, Кјурпајп, Маурицијус                        | Маурицијус     | 2 : 0  | 3 : 0            | квалификације за Свјетско првенство 2010. |
| 33.  | 80     | 21. јун 2008.      | Стадион Ахмаду Ахиџо, Јаунде, Камерун                          | Танзанија      | 1 : 0  | 2 : 1            | квалификације за Свјетско првенство 2010. |
| 34.  | 80     | 21. јун 2008.      | Стадион Ахмаду Ахиџо, Јаунде, Камерун                          | Танзанија      | 2 : 1  | 2 : 1            | квалификације за Свјетско првенство 2010. |
| 35.  | 81     | 11. октобар 2008.  | Стадион Ахмаду Ахиџо, Јаунде, Камерун                          | Маурицијус     | 1 : 0  | 5 : 0            | квалификације за Свјетско првенство 2010. |
| 36.  | 81     | 11. октобар 2008.  | Стадион Ахмаду Ахиџо, Јаунде, Камерун                          | Маурицијус     | 2 : 0  | 5 : 0            | квалификације за Свјетско првенство 2010. |
| 37.  | 82     | 11. фебруар 2009.  | Стадион Ахмаду Ахиџо, Јаунде, Камерун                          | Гвинеја        | 2 : 1  | 3 : 1            | Пријатељска                               |
| 38.  | 82     | 11. фебруар 2009.  | Стадион Ахмаду Ахиџо, Јаунде, Камерун                          | Гвинеја        | 3 : 1  | 3 : 1            | Пријатељска                               |
| 39.  | 86     | 5. септембар 2009. | Стадион Омар Бонго, Либревил, Габон                            | Габон          | 2 : 0  | 2 : 0            | Квалификације за Свјетско првенство 2010. |
| 40.  | 87     | 9. септембар 2009. | Стадион Ахмаду Ахиџо, Јаунде, Камерун                          | Габон          | 2 : 0  | 2 : 1            | Квалификације за Свјетско првенство 2010. |
| 41.  | 89     | 14. новембар 2009. | Стадион Фес, Фес, Мароко                                       | Мароко         | 2 : 0  | 2 : 0            | Квалификације за Свјетско првенство 2010. |
| 42.  | 91     | 17. јануар 2010.   | Национални стадион Тундавала, Лубанго, Ангола                  | Замбија        | 2 : 1  | 3 : 2            | Афрички куп нација 2010.                  |
| 43.  | 92     | 21. јануар 2010.   | Национални стадион Тундавала, Лубанго, Ангола                  | Тунис          | 1 : 1  | 2 : 2            | Афрички куп нација 2010.                  |
| 44.  | 97     | 19. јун 2010.      | Краљевски стадион Бафокенг, Рустенбург, Јужноафричка Република | Данска         | 1 : 0  | 1 : 2            | Свјетско првенство 2010.                  |
| 45.  | 98     | 24. јун 2010.      | Краљевски стадион Бафокенг, Рустенбург, Јужноафричка Република | Холандија      | 1 : 1  | 1 : 2            | Свјетско првенство 2010.                  |
| 46.  | 99     | 11. август 2010.   | Градски стадион, Шчећин, Пољска                                | Пољска         | 1 : 0  | 3 : 0            | Пријатељска                               |
| 47.  | 99     | 11. август 2010.   | Градски стадион, Шчећин, Пољска                                | Пољска         | 2 : 0  | 3 : 0            | Пријатељска                               |
| 48.  | 100    | 4. септембар 2010. | Стадион Анџалај, Беле Ву Харел, Маурицијус                     | Маурицијус     | 1 : 0  | 3 : 1            | Квалификације за Афрички куп нација 2012. |
| 49.  | 100    | 4. септембар 2010. | Стадион Анџалај, Беле Ву Харел, Маурицијус                     | Маурицијус     | 2 : 1  | 3 : 1            | Квалификације за Афрички куп нација 2012. |
| 50.  | 106    | 3. септембар 2011. | Стадион Ахмаду Ахиџо, Јаунде, Камерун                          | Маурицијус     | 3 : 0  | 6 : 0            | Квалификације за Афрички куп нација 2012. |
| 51.  | 107    | 7. октобар 2011.   | Стадион де Мартир, Киншаса, ДР Конго                           | ДР Конго       | 1 : 1  | 3 : 2            | Квалификације за Афрички куп нација 2012. |
| 52.  | 108    | 11. новембар 2011. | Стадион Маракеш, Маракеш, Мароко                               | Судан          | 3 : 1  | 3 : 1            | ЛГ куп 2011.                              |
| 53.  | 109    | 13. новембар 2011. | Стадион Маракеш, Маракеш, Мароко                               | Мароко         | 1 : 0  | 1 : 1            | ЛГ куп 2011.                              |
| 54.  | 112    | 23. март 2013.     | Стадион Ахмаду Ахиџо, Јаунде, Камерун                          | Того           | 1 : 0  | 2 : 1            | квалификације за Свјетско првенство 2014. |
| 55.  | 112    | 23. март 2013.     | Стадион Ахмаду Ахиџо, Јаунде, Камерун                          | Того           | 2 : 1  | 2 : 1            | квалификације за Свјетско првенство 2014. |
| 56.  | 117    | 1. јун 2014.       | Борусија парк, Менхенгладбах, Њемачка                          | Њемачка        | 1 : 0  | 2 : 2            | Пријатељска                               |

## Успјеси

### Клупски
Реал Мадрид
- Интерконтинентални куп (1): 1998[720]

Мајорка
- Куп Шпаније (1): 2002/03[721]

Барселона
- Ла Лига (3): 2004/05,[722] 2005/06,[723] 2008/09[724]
- Куп Шпаније (1): 2008/09[725]
- Суперкуп Шпаније (2): 2005,[726] 2006[727]
- Лига шампиона (2) : 2005/06,[728] 2008/09[729]
- УЕФА суперкуп финале: 2006[730]
- Свјетско клупско првенство финале: 2006[731]

Интер
- Серија А (1): 2009/10[732]
- Куп Италије (2): 2009/10,[733] 2010/11[734]
- Суперкуп Италије (1): 2010[735]
- Лига шампиона (1): 2009/10[736]
- Свјетско клупско првенство (1): 2010[737]
- УЕФА суперкуп финале: 2010[738]

Челси
- УЕФА суперкуп финале: 2013[739]

### Репрезентација
- Олимпијске игре златна медаља (1): 2000[740]
- Афрички куп нација (2): 2000,[741] 2002[742]

### Индивидуално
- Најбољи млади афрички фудбалер године (1): 2000[743]
- Афрички фудбалер године (4): 2003, 2004, 2005, 2010[744]
- Тим године по избору европских спортских часописа (4): 2004/05, 2005/06, 2008/09, 2010/11[745]
- Тим сезоне по избору FIFPro (2): 2005,[746] 2006[747]
- УЕФА тим године (2): 2005, 2006[748]
- КАФ тим године (6): 2005,[749] 2006,[750] 2008,[751] 2009,[752] 2010,[753] 2011[754]
- Најбољи стријелац Ла Лиге (1[н 2]): 2005/06[755]
- Најбољи асистент Лиге шампиона (1): 2005/06[756]
- Најбољи стријелац Афричког купа нација (2): 2006,[757] 2008[758]
- Најбољи клупски нападач године по избору Уефе (1): 2006[748]
- Златна лопта на Свјетском клупском првенству (1): 2010[759]
- Најбољи стријелац Купа Италије (1): 2010/11[760]
- МВП Премијер лиге Русије (1): 2012/13[417]
- Европска медаља за толеранцију: 2015[666]
- Златно стопало: 2015[761]
- Награда за каријеру часописа Globe Soccer: 2016[762]
- Почасни грађанин Анталије: 2016[668]
- Афрички тим снова свих времена по избору IFFHS: 2021[763]
- Почасни докторат лионске пословне школе: 2021[671]
- Награда веб самита за иновације у спорту: 2021[672]
- Кућа славних Интера: 2021[764]

## Рекорди
- Најбољи стријелац Афричког купа нација: 18 голова[640]
- Најбољи стријелац Мајорке: 70 голова[640]
- Најбољи стријелац репрезентације Камеруна: 56 голова[765]